# キャプテン (漫画)
『キャプテン』は、ちばあきおによる野球漫画。本項目では、これを原作として制作された複数の作品（アニメ・実写映画）についても併せて詳述する。

## 概要

### 漫画
1972年2月号から1979年3月号まで『月刊少年ジャンプ』（別冊少年ジャンプ）（集英社）に連載された。当初は、『別冊少年ジャンプ』に『がんばらなくっちゃ』というタイトルで読み切り作品として発表され、翌号から『キャプテン』とタイトルを改めて新連載された。
それまで主流だった『魔球などの非現実的な技を活用する熱血野球漫画』と違い、『欠点を持ち合わせた等身大のキャラクターが、仲間と一緒に努力しながら（監督は不在）成長していく過程』を描いて読者に受け入れさせ、スポーツ漫画としての新たなスタイルを築き上げた。また、当初の主人公であった谷口が卒業したのちも、代々のキャプテンを主人公にすることで連載を継続した点も特徴的である。
1973年からは同社の『週刊少年ジャンプ』にも、高校進学後の谷口を中心に描いたスピンオフ作品『プレイボール』（1978年まで連載）が並行連載された。
連載初期のころは打順にいくつかミスが見られ、青葉戦で1番打者の高木が7番打者として打席に立ったり、6番打者の加藤が1番打者として打席に立つシーンがある。また、再試合でもラストバッターだった浅間が次の回に先頭打者として打席に立つ場面もあり、その都合上遠藤の打席が飛ばされていた。
1977年、『少年ジャンプ』系作品としては史上初めて第22回（昭和51年度）小学館漫画賞を受賞した。本作品の累計発行部数は1,900万部を記録しており、さらにスピンオフ作品『プレイボール』を合算すると3,200万部となる。
2022年に連載50周年を迎えたことを記念し、3月に東京都の神保町にある集英社神保町3丁目ビル1階集英社ギャラリーにて、歴代墨谷二中キャプテンの4人のパネルなどの展示が行われた。

#### キャプテン2
『グランドジャンプむちゃ』2019年5月号より、コージィ城倉の作画による『キャプテン2』連載が開始された。同作者による『プレイボール2』同様、ちばあきお原案の続編として絵柄を踏襲し、本作品の最終回からの続きを描いている。2021年5月号まで掲載された後は『グランドジャンプ』に移籍し、2021年12号より連載中。
時代背景は連載終了当時のものをそのまま引き継いでいるため、谷口の家の場面ではオリンピックの時に買った白黒テレビやベータビデオが登場したり、「サウスポー」をやっていたり、近藤が「ヤングマン」を口ずさんだりと、時代背景に即した描写も作中には散見される。高校野球のルールも例外ではなく、延長は18回まで、ベンチ入りメンバーも14人（近藤入学時には16人）まで、ストライクとボールのランプの位置、甲子園球場のラッキーゾーンの有無、それに捕手のブロックなど、本作品の連載当時のものを引き継いでいる。

### アニメ
1980年4月にテレビスペシャルとして単発アニメ化されたのを皮切りに、1983年までにアニメ映画（以下、アニメ劇場版）・連続テレビアニメ（以下、テレビシリーズ）が随時上映・放送された。詳細はアニメの節を参照。

### 実写映画
2007年8月18日より全国ロードショー。詳細は実写映画の節を参照。

### 小説
2017年4月に学研から山田明により小説化された。詳細は小説の節を参照。

### 野球選手への影響
後にプロ野球選手となる人が愛読していた例も多く、イチローがオリックス・ブルーウェーブ入団の際にコミックスの全巻を寮に持ち込んだことが田口壮から語られており（ただし、この時持ち込んだのは原作のコミックス全巻ではなく、テレビシリーズのVHSビデオ全巻であったとのちにイチロー本人が語っている）、元阪神タイガースの新庄剛志などは少年時代に本作品のファンであったと雑誌取材で語っている。また、アニマックスにてテレビシリーズが放送された際、当時東北楽天ゴールデンイーグルスに所属していた田中将大が本作品に関するインタビューに答えた。

## あらすじ
中学2年時に野球の名門・青葉学院中学校から墨谷第二中学校（墨谷二中）に転校してきた主人公・谷口タカオは、野球部へ入部するためにグラウンドを訪れ、さっそく練習に参加しようと青葉時代のユニフォームに着替えた。そのユニフォームに気付いた野球部員は、勝手に谷口を名門青葉のレギュラー選手だったと思いこんでしまう。しかし実際は、谷口は2軍の補欠でレギュラーにはほど遠い選手だった。そのことを気が弱くて言い出せない谷口だったが、大工を営む父の叱咤激励を受けて周囲の期待に応えるべく陰ですさまじい努力を続ける。やがてそれを見抜いていた先代キャプテンに見込まれてキャプテンに選ばれるまでになり、試行錯誤しながらチームを引っ張っていく。
谷口の卒業以降も連載は続き、新キャプテンを主人公として墨谷二中野球部が強豪へと成長する様子を描いていった。
テレビシリーズにおいて、地区大会の決勝戦で最後に試合を決めるのは必ず次期キャプテンとなる人物である。
『2』では近藤キャプテンによる夏の大会を描いたのち、近藤が墨谷高校に進学して谷口が野球部監督を務めるという流れで、『プレイボール2』とストーリーを集約している。

### その他
「強敵! 金成中」では、別冊ジャンプ連載時には金成中マネージャーが事故でバットが頭に当たり気絶しているが、コミック発売時には4ページ分描きなおしている（不適切な描写の除去）。

## 登場人物

### 墨谷二中
正式名称は墨谷第二中学校。公立の学校であり、なおかつ元々が弱小校だったこともあり、青葉学院のような私立の強豪校と違って専任の監督などは存在しない。
顧問を務める教師は居るが、作中には小説版、実写映画版を除き、殆ど登場しない。そのため、事実上、キャプテンが監督を兼任せざるを得ない体制が採られている。

#### キャプテン
谷口 タカオ
声 - 和栗正明
第1次キャプテン。ポジションは三塁手、のちに投手を兼任。野球の名門である青葉学院から転校してきたために皆に期待されるが、実は2軍の補欠だった。当初は卑屈な面があったが、父親の叱咤と協力を受けてレギュラーに匹敵する実力をつけようと陰で努力を続け、その姿勢をキャプテンに見込まれ墨谷二中のキャプテンとなる。
控え目な性格から当初は決断力に欠け判断を誤ることもあったが、やがてキャプテンシーを開花させ、過酷なスパルタ練習で墨谷を青葉学院と互角の戦いをできるチームにまで鍛え上げる。ただし、後続のキャプテンである丸井、イガラシに対して長所短所ともに影響力があったために「少数精鋭（レギュラーもしくはベンチ入り選手のみ）で特訓を行う」という図式はイガラシ世代まで続けられ、選手層の薄さがチームの慢性的欠点になる。この点が改善されるのは、谷口を直接は知らない近藤世代を待つ事になる。
成長してからは目の前の目標に対して粘り強く真摯に取り組む性格になり、「頑張る」一辺倒の思考がときにナインの反感を買うこともあるが、諦めることなく夜間の自主練習に勤しむ姿を見た周囲をまとめ、自発的に意識改革を行うきっかけにも繋がっている。青葉学院との再試合前に松下が肩を負傷し、イガラシ以外に投手がいない状態で最後の試合に臨まなければならなくなったためにピッチャープレートへの足の掛け方もわからないところから投手としての練習を始め、ついには青葉に通用するレベルのピッチングを見せナインを驚かせた。その試合途中、指を骨折したことをナインに隠し、ファール攻めで限界のイガラシに代わってマウンドに立つが、その場にいたナインだけでなく、後に同じく試合中に怪我を負った近藤をも勇気づけるエピソードになった。テレビシリーズではこの指の骨折が原因となり、医者に「もう野球はできない」と宣告されている一方、原作では医者には行かず不養生の為に指が曲がってしまったという描写がなされている。
墨谷二中を卒業後は墨谷高校に入学する（そこでの物語が『プレイボール』である）。
テレビシリーズの最終回（26話）にも登場しており、野球を続けているかは作中語られていないものの、地区予選決勝で江田川中に苦戦するイガラシ率いる墨谷二中の応援に、墨谷高校の制服らしきものを着用し駆けつけている。「采配は全て今のキャプテンが決めることだからOBが安易に出すぎてはいけない」との考えから陰で試合を見に訪れており、じれったそうにアドバイスをしようとした丸井を諭していた。
『2』では高校卒業後、予備校に通学しながら墨高野球部の監督として後輩たちの指導をしている。当初テストの成績が散々だったことから練習と勉強を両立させる大切さを新入生の近藤に説き、自身の成績も毎日の努力の甲斐あって講師に褒められるまでに向上を見せ始めている。恋愛や異性からの好意には疎いが、選手としての実力やそれを一切鼻にかけない謙虚な振る舞いもあり、リカやサチコをはじめとした予備校のクラスメイト達からも好かれている描写が多く見られる。
2017年に描かれた小説版では、再試合は描かれず、地区大会準優勝で引退。丸井達に部を託した。また3学年下の近藤にフォークボールの投げ方を指導している。
強肩強打であり、パワーヒッター。左中間への打球が多いらしい。江田川中の井口と初めて対戦したときも、いきなり外野の頭を越すなど、打者としての能力が高い。
谷口タカオの氏名のモデルとなったのは、本作品の初代編集者だった谷口忠男である。
丸井
声 - 熊谷誠二
第2次キャプテン。ポジションは一貫して二塁手で、他を守ったことが無い。二年生時には1番、新チームのキャプテン就任後は小柄ながら3番を打つ。『2』でも常時1番か2番を打っている。
持ち前の強い熱意でチームを引っ張るが、歴代キャプテンの中で最も短気で手が出やすく、「上下関係に疎いうえに自分を過信しがちな」近藤には特に厳しい。自分でもそのことを自覚しており、イガラシを副将格としてそのアドバイスをよく聞き入れるよう努める。作中において最も谷口の人柄と姿勢を尊敬している人物である。後輩には江戸っ子口調が出る乱暴な面もあるが、面倒見が良い兄貴分として接する。
谷口キャプテン期の当初は、レギュラーの中で最も実力的に劣っており、イガラシにレギュラーを奪われる。そのことで退部を考えていたが、谷口のひたむきな姿を見て考え直し、自主練習をはじめて青葉学院戦では見事なプレイを見せて谷口を驚かせた。
キャプテン就任後は谷口の方針に依存しがちで、そんな部分と空回りが災いし、部員たちとの間に溝が生まれてしまう。最初の試合となった春の選抜では、下馬評で圧倒的有利だったが広島の港南中にまさかのサヨナラ負けを喫し1回戦敗退。当初はミスを繰り返した近藤に当たり散らし、その態度が顰蹙を買い一度はキャプテンを解任されるが、イガラシに諭され、全国大会を勝ち抜くための対策を怠っていたことを痛感する。
キャプテンに再就任すると夏の全国大会優勝を果たすため、選抜出場校に掛け合い36チームとの練習試合を組み、全勝するためのスパルタ合宿を慣行。部員の大半がハードスケジュールに耐え切れずに脱落しながらも合宿を乗り越え、見事36戦全勝を果たす。夏の大会は地区大会を圧倒的な力で勝ち進み、決勝で春の選抜優勝校・青葉学院と対戦。事実上の全国大会決勝ともいわれたこの試合を延長18回の死闘の末に制するが、この試合でほとんどの部員が負傷。それに代われるだけの選手がいない層の薄さが災いし、全国大会は棄権せざるを得なくなってしまった。小説版では全国大会には出場できたが、原作と同じ理由で和合中学に初戦で敗退する。
卒業後も墨谷の練習や試合にしきりに顔を出し、試合ではベンチの上からアドバイスを出していた（当初はベンチ内にいたが、監督ではない部外者ということで審判に注意され、以後はベンチの上から審判に分からないようにアドバイスしている）。さらには応援団の統率や対戦相手の情報を集めたり、野球部の合宿の面倒を見たり、イガラシが行き詰った際にさり気無くアドバイスや練習試合の手配をするなど、常に外部から墨谷野球部を支え続けた。長期連載の『キャプテン』において第1話から最終話まで登場し続けた唯一の人物。
『2』でも夏の全国大会応援に登場。文武両道の練習スタイルに変更した近藤を当初は批判していたが、最後には彼らの奮闘を認め、近藤のやろうとしていた事を認めた上で墨谷高校に進学するよう勧めた。谷口達の引退後は墨谷高校野球部のキャプテンを引き継ぎ、就任直後に責任感とチーム全体の実力向上を急ぐあまり、墨谷二中時代の練習を強要して負傷者を出してしまった反省から以前よりも後輩に対して落ち着いた対応を心がけるようになっている。
俊足で守備の上手さには定評があり、セカンドからセンターまで走ってフライを捕るなど、守備範囲が非常に広い。バッティングスタイルとしてはライナー性の打球が多く、アベレージヒッターだが、少なくとも2本のホームランを放っている。歴代キャプテンの中では唯一、投手と4番打者の経験が無かった。
原作においては、近藤キャプテン時に登場した時は墨谷高校の制服を着用している。
テレビシリーズのオープニングでは背番号3を付けている。
学年は谷口よりも下だが、谷口は2年の途中から墨谷二中に編入しているため、数ヶ月の差ではあるものの、墨谷二中野球部員としては丸井の方が谷口の先輩にあたる。
そのため、先代キャプテンのことを谷口よりも前から知っている。
谷口からキャプテンの座を受け継いだため、作中における2代目の主人公であるが、次代のキャプテンとなるイガラシと同様に主人公（2代目）でありながら下の名前は設定されていない。
イガラシ（五十嵐）
声 - 木村陽司（テレビシリーズ）/ 中田光利（劇場版）
第3次キャプテン。小柄な体格ながら天才肌で、青葉の監督をして化け物と言わしめる体力と、ポジションは一通りどこでもやってきたという優れた野球センスを併せ持つ。作中では三塁手・二塁手・投手として活躍した。
入学時から中学生離れした言動が多く、谷口以上に勝つためにはどんな犠牲も厭わない考えを持つ。言いたいことを無愛想にはっきりと言うその性格を先輩達に疎まれ、谷口キャプテン期に、ノックの際に高木に殴られた事もある。しかし、1年時から実力は抜きんでており、谷口の決断でレギュラーとしてセカンドを守る（この時、丸井が外された）。試合中、松下の負傷から急遽ピッチャーとして登板し、落ちるシュート（シンカー系）など多彩な変化球を披露し、務めを果たした。谷口の猛練習を最も積極的に受け入れ、チームの中心選手として先輩ナイン達の敬意を勝ち取った。
2年生時には棘のある発言も少なくなり、周りと協調したり感情に走りがちな丸井を冷静な視点で補佐する役割を負う。打順も丸井を差し置いて4番に入った。
キャプテンとなってからは春の選抜優勝を目標に谷口・丸井以上の猛練習を行ったが、勝利・実力至上主義によるあまりのスパルタぶりと選手の怪我が問題になり、出場辞退を招いてしまう。それにより活動再開後も正規の時間でしか練習ができなくなってしまったが、夏の大会では数々の強豪チームを破り、悲願の全国制覇を達成した。作中での敗戦は選抜の棄権による不戦敗と、朝日高校との練習試合での敗戦のみで4人のキャプテンの中では唯一公式戦での負けがない。
冷静沈着なイメージが強いが、1年生の頃は自分より実力や意識が劣る選手を見下すような発言が多い上にかなり短気であり、谷口に対してさえ業を煮し影で帽子を投げつけて批判したり、金成中学戦では激昂したところを丸井に諭されたこともある。2年生時にも、キャプテンとなった丸井が感情に任せて近藤を殴り倒した場面を見た際には声を荒げて批判したこともあり、根は熱いものを持っている。テスト成績は学年10番以内を取るほど学業においても優秀で、合宿の際には勉強法を指導したこともある。
卒業後は墨谷高校に進学する。実家は中華そば屋（テレビシリーズでは初回登場時のみ「五十嵐亭」との看板が見られたが、2回目以降では看板の位置やデザインと共に、店名も「五十番」に変更されていた）を経営しており、慎二という2歳下の弟がいる。
『2』では近藤達が墨谷高校に進学した際に2年生として登場し、チーム作りに悩む丸井を先輩の半田とともに補佐する。
小説版では前述した特訓による騒動に責任を感じ退部を考えるが、谷口・丸井とのキャッチボールと副キャプテンになった久保の叱咤で立ち直り続投を決意。謝罪とともに再入部を志願した松尾とも和解する。
走攻守そろった選手であり、総合的な能力が高い。バッターとしてはパワー型であり、長打を放つ描写が多い。ピッチャーとしてはスピードのあるストレートに加え、多彩な変化球を織り混ぜながら精密なコントロールでコースを突くピッチングをする。球質が軽いことが弱点で自身でも自覚しており、長打を警戒する場面では近藤にマウンドを任せることもある。しかし実際に長打を打たれるシーンはほとんどなく、ホームランを打たれたのも1年生時の青葉戦のみである。
丸井からキャプテンの座を受け継いだため、作中における3代目の主人公であるが、先代のキャプテンである丸井と同様に主人公（3代目）でありながら下の名前は設定されていない。
近藤 茂一（こんどう しげかず）
声 - 中尾隆聖
第4次キャプテン。ポジションは投手と右翼手。三塁手も1回だけ守っている。関西弁を話す。
入部当時から中学生離れした巨体と剛速球の持ち主だったが、それゆえ当初は自惚れが強く、横柄な態度で丸井を激怒させ退部させられそうになる。しかもひたむきさが全くなく、苦手な守備練習や体力トレーニングになると途端にさぼろうとする。また常識的なルールさえ理解していない言動で周囲をあきれさせる事が多い。彼の実力を見込んだイガラシの推挙と指導をうけるも、選抜ではミスを連発し敗戦を招く。夏の大会に向けた合宿では、離脱者が続出するハードスケジュールの中、1年生で唯一最後まで残り、イガラシに次ぐ墨谷のエースとして成長。投打で1年生時の地区大会優勝、2年生時の全国大会優勝に貢献する。しかし依然として大事な場面での凡ミスや無神経な発言があり、丸井からはよく蹴られ、チームメイトを幾度と無く怒らせていた。
また足が遅いだけでなく走塁の手抜きがしばしばあり、フェンス直撃の長打を放っても「てっきりホームランだと思った」と真面目に走らず単打に終わってしまうこともあった（いずれも全国大会で墨谷が負けている場面の事である）。
キャプテンとなってからは、「自分が卒業した後、どのようなチームを残すか」を考えるよう父親に諭され、精神面でも落ち着きを見せるようになる。これまでのキャプテン達とは違って選手層を厚くするための育成型練習をし、素質のある後輩の抜擢と後輩らへの面倒見のよさでチームを引っ張る。
春の選抜では苦戦しながらも勝ち進むが、準々決勝の富戸中戦で近藤は危険プレーで退場、牧野と佐藤は負傷退場と立て続けに主力を欠いてしまう。そのため1年生を起用せざるをえなくなるが、1年生達の予想外の活躍により、最後は敗れるも互角に渡り合う事が出来た。一方で近藤自身は退場後はふてくされてチームの指揮を放棄するなど、身勝手な一面も見せている。
球質の重い剛速球投手で打撃ではクリーンナップを任される強打者だが、変化球やバントなどの小技や守備が苦手で鈍足。入部当初はバント処理やセットポジションも満足にこなせなかったが、その後は下手なりに改善される。投手としては直球専門だったが、3年生の時にはキレのある変化球も覚えた。
一見へらへらとしたお調子者に見えるが、1年生時の青葉との決勝戦では、肩を壊しながらも最後まで完投にこだわり、2年時の南海中戦ではホームのクロスプレイで右手の爪が剥がれるも、リリーフしたが、前の試合で疲労の影響が出ていて疲労困憊になったイガラシを見て、指を庇った状態での投げ方を模索し、丸井からかつて指を骨折しても投手として投げた谷口の話を聞いたことで、爪を庇わない投げ方で疲労困憊のイガラシに代わり9回にリリーフをするなど、ときに丸井やイガラシすらうならせる根性を内に秘めている。
『2』では、家庭教師でワセダ大学生の相木から得たヒントや助言を元に、練習スタイルを練習時間よりも練習内容の密度を重視して、学習時間も確保する文武両道路線に変更するなど、試行錯誤しながらチームを引っ張っていく。富戸中との再戦に敗れたが、後輩である慎二や佐々木達に道を示し、大きな遺産を残した。墨谷高校を第一志望に挙げ、合格する。
野球部入部時に監督に就任した谷口と初めて顔を合わせ、キャッチボールをする。上級生の呼び方も基本的には「さん」付けに改めているが、かつて激闘を繰り広げた井口には昔の癖で「はん」付で呼んでしまい、その度に叱られている。入部当初は中学の時とは軟球と違う硬球に怖がっていたが、かつて谷口が特訓してた場所での井口とのマンツーマンの特訓を経て徐々に克服。井口が捕手を兼任するための特訓中には松川の走り込みで並走を続けることで投手としての体力を向上させ、大学生チームの選手からのアドバイスもあって実力を向上させていき、先発や中継ぎを任されるまでに成長し夏の地区予選では新入生で唯一ベンチ入りするまでに成長する。
原作では谷口が卒業してから入学しているので、自身が指をケガをした時に、丸井から谷口が骨折したエピソードを紹介されるだけで、両者が直接対面するシーンは無い。しかしテレビシリーズのオープニングラストで谷口、丸井、イガラシと共に墨谷二中のユニフォームを着て走っているシーンで顔を揃えている。テレビシリーズではイガラシがキャプテンの時に、球場へ谷口が応援に来たことがあり、会話こそないものの対面は果たしている。
小説では春の選抜における失敗と合宿を耐え抜いて自信を取り戻したことがきっかけで、早い段階で性格が改善した。最終巻では谷口からフォークの投げ方を教わっている。イガラシの引退後は原作同様キャプテンとして部員達に挨拶をする場面で締めくくられた。
テレビシリーズにおいて、基本的に中学生達の演技は子役（当時）の役者が演じているのだが、彼のみ声優である中尾隆聖が演じている。
両親のことをパパ、ママと言う。
先代キャプテン
声 - 村田光広
谷口の先代のキャプテン。部員たちからの人望が厚く、谷口の並々ならぬ根性と実力を買って、次代のキャプテンに抜擢した。初回にて墨谷二中を卒業したため、以降の谷口の回想を含めても実質的な出番はわずかであるが、谷口が青葉学院出身ということで浮かれる部員の中で、唯一補欠選手だったと見抜く洞察力を持っており、谷口にとっては恩人といえる存在である。
小説版では「今井」という名字が与えられている。
イガラシは彼の卒業と入れ替わりで入学・入部、近藤はその更にその1年後に入学・入部しているため、歴代キャプテンの中で彼の存在を知っているのは谷口と丸井のみである。

#### 選手
松下
声 - 大見川高行
谷口キャプテン期のエース。右投げ右打ち。他のチームメイトと同様にイガラシのでしゃばりを快く思わず、彼を登用する谷口と度々対立する。墨谷の中心選手の一人であるが、投手としての実力はあくまで地方大会レベルであり、対青葉学院戦では「あんなスローボールでよく決勝に勝ち上がったものだ」と青葉の監督に酷評される。それでも打たせて取る投球でよく健闘したが、最終回に1軍を投入した青葉学院の猛打に合い、右肩に打球の直撃を食らって退場、マウンドをイガラシに託した。その時の負傷により、再試合の時はベンチには入っていない。初戦の江田川戦では3番、イガラシが加わった2回戦以降は2番を打っていた。
『プレイボール』でも城東高校の控え投手として再登場。谷口からは実力は中学時代よりも遥かに向上していると評価されるが、早々に降板する羽目になる。
テレビシリーズでは眼鏡をかけていて、後に描かれたアニメ版『プレイボール』では、元祖眼鏡ピッチャーの中山の眼鏡の形を変えることになった。また原作では基本的に他の部員同様チームメイトだった頃には谷口がキャプテンを務めていたことから丁寧語を使っていたが、プレイボール以降は友人として対等に接している。性格も直情的な性格に描かれているが、テレビシリーズでは青葉再戦に備えて投手練習する谷口を手伝うなどの仲間想いな描写も追加された。アニメ版『プレイボール』でも墨谷高校の対戦時、ワンポイントリリーフで登板し谷口を抑えるなど、やはり原作にはない描写が追加されている。青葉学院戦の再試合には腕に包帯を巻いて応援にかけつけ、墨谷勝利の際には男泣きした。
『2』でも登場し、谷口が通学する予備校のクラスメイトになる。眼鏡を外し、髪型もリーゼント風になった。谷口の変わらぬ努力に舌を巻き、時には寄り道に付き合うなど友情は変わっていない。
小山
声 - 長谷有洋（テレビシリーズ）/ 手塚学（劇場版）
谷口キャプテン期の捕手。右投げ右打ち。副キャプテンでもあり、谷口が新入部員への挨拶であがってしまった時も代わりにしっかりと挨拶をしている。捕手で5番を打ち、副キャプテンを務めていることから、谷口・イガラシ以外の中では実力のある選手のようである。青葉との再試合では負傷後にリリーフした谷口の血染めのボールを捕球して涙した。帽子を逆さに被るクセがある。
浅間
声 - 鴨治忠司（テレビシリーズ）/ 岩田光央（劇場版）
谷口キャプテン期の中堅手。右投げ右打ち。谷口による地獄の特訓の時は背番号7だったが、基本的には背番号8でセンターを守っている。フェンスに激突してボールをキャッチした際、心配して駆け寄ったチームメイトに対し、「バーロー!これくらいどうってことねーよ!」と怒鳴り返している。なお、原作・テレビシリーズでは谷口と同級生であったが、テレビスペシャル（テレビシリーズに先駆けて放送）では丸井と同級生だった。
青葉学院戦再試合では最終回に佐野が放った大飛球がセンターに行った際、疲労のため座り込んでしまっていた。
加藤 正男
声 - 結城知仁（テレビシリーズ）/ 西脇政敏（劇場版）
谷口・丸井キャプテン期の一塁手。丸井と同期。左投げ左打ち。2年生時は6番、3年生時は2番を打っていた。谷口キャプテン期の初戦である江田川中戦では右投げになっていたが、以後の試合では左投げである。延長戦となった青葉学院とのゲームでは、最後はまっすぐ歩くことさえままならず、バットの握りが逆のまま持ち豪快に三振した。テレビシリーズでは一本足打法を披露している。左投げ投手攻略のため、練習では打撃投手を務めたこともある。
墨谷二中卒業後は墨谷高校へ入学し、『プレイボール』にも登場。同作品の漫画では、丸井と同じ朝日高校に進学しており、丸井と共に朝日高校の制服で墨谷二中を訪れている。テレビシリーズではこの点が修正され、墨谷高校の制服で登場。
小説版では丸井のキャプテン就任時に副キャプテンとして丸井を補佐する。
高木
声 - 酒井克也（テレビシリーズ）/ 小山梓（劇場版）
谷口・丸井キャプテン期の遊撃手。丸井と同期。右投げ右打ち。テレビシリーズでは左翼手になっている。2年生時から1番（初戦は2番）を打っていた実力者だが、谷口時代の江田川中とのゲームでは、プレイボール直後に井口から顔面にデッドボールを受け、青葉学院との決勝再試合では、緊張のあまりエラーを連発するなど、いささか精彩を欠くシーンが多い。また、イガラシがレギュラーに抜擢された直後は、練習中の諍いからイガラシを殴り飛ばすシーンもある。
遠藤
声 - 中沢佳仁
谷口・丸井キャプテン期の左翼手・中堅手。丸井と同期（テレビシリーズではイガラシと同期）。右投げ右打ち。打順は8番。テレビシリーズでは丸井キャプテン期には5番だったが、イガラシキャプテン期に9番に降格している。眼鏡をかけて大人しそうな風貌である。浅間と同じく、フェンスに激突して眼鏡を吹っ飛ばしながらも、まずはボールの行方を心配するシーンがある。
島田
声 - 金谷佳（テレビシリーズ）/ 大栗清史（劇場版）
谷口・丸井キャプテン期の右翼手。丸井と同期。右投げ右打ち（テレビシリーズでは左投げ左打ち、井口が左打者に弱い事で発覚した）。谷口キャプテン期に9番、丸井キャプテン期には主に1番を打っていた。近藤が「ライトを守っているところを人に見られると恥ずかしい」と発言したときには怒った丸井より先に近藤を殴り飛ばしていた。ただし、その試合後のバスの中では、丸井から「おまえのせいで負けた」と罵倒されて小さくなっている近藤に「疲れたろ。座れよ」と席を譲ろうとした。俊足で、谷口キャプテン時代、青葉学院との再試合では9回2死から、敬遠策を観客に揶揄され消沈した青葉のエース佐野の隙をつき、ホームスチールを決めている。丸井キャプテン時代の延長戦となった青葉学院とのゲームでは、守備の時にフェンスに激突し倒れたのをつけこまれ、狙い打ちされたが再びフェンスに激突しながら捕った。
9番打者となっているが、安打を打つことが多い。墨谷二中卒業後は墨谷高校へ入学し、『プレイボール』の中でも見ることができる。彼が最も開花するのは高校時代からとなる。
西田
声 - 松永大
アニメオリジナルのキャラクター。設定は丸井と同学年。2年生時・3年生時共に遊撃手。右投げ右打ち。彼がいたために原作で遊撃手だった「高木」は左翼手になり、谷口キャプテン期に本来の左翼手であった「遠藤」が彼らより下級生になる。原作で「高木」が行っていた行為はほとんど彼がやることになる（イガラシとの内野連携での乱闘、青葉再戦序盤のエラーなど）。転校してきた谷口が青葉のユニフォームに着替えるのを横目に「キザなユニホーム着やがって」と悪態をつくが、青葉と気付くと豹変した。何かとイガラシと衝突していたが青葉再戦の最終回で「イガラシ…この回抑えれば俺たちの勝ちだ、頑張れよ」と互いに理解し合うようになった（テレビシリーズと原作では試合内容が若干異なる）。スペシャル版とは顔が異なる。
河野
丸井キャプテン期の投手。右投げ右打ち。転校してきたばかりの谷口と最初に親しくなった人物。丸井キャプテン期には、近藤ら新入部員をテストする際にバッティングピッチャーを務めている。谷口が育てたリリーフであり、背番号13のベースコーチとしてベンチ入りしている。
小説版では一時退部を考えるが、丸井達の説得で思い留まるエピソードがある。
久保
声 - 坂井茂樹
丸井・イガラシキャプテン期の左翼手・中堅手。イガラシと同期。右投げ右打ち。丸井キャプテン期では主に7番レフト、イガラシキャプテン期では3番センターと主力の選手である。強打者であり、江田川中の井口からホームランを放つシーンもある。作中、墨谷ナインのうち、キャプテン4人（谷口・丸井・イガラシ・近藤）以外でホームランを打っているのは、この久保だけである。イガラシキャプテン期の全国大会決勝・和合中戦では、2点ビハインドの9回裏2死1塁の場面で、起死回生の三塁打を放ち、逆転劇の口火を切る。また、イガラシキャプテン期の墨谷二中のレギュラーで3年生だったのは、イガラシ・久保・小室の3人だけである（テレビシリーズでは「遠藤」もここに入る）。墨谷二中卒業後、墨谷高校に入学し、『プレイボール』の中でも見ることができる。
小説版ではイガラシのキャプテン就任に伴い副キャプテンになった。
テレビシリーズでイガラシが投手の時は三塁手、近藤が投手の時は右翼手に入る。背番号も原作では「8」、テレビシリーズでは「5」となっている。
小室
声 - 鳥海勝美
丸井・イガラシキャプテン期の捕手。イガラシと同期。右投げ右打ち。丸井キャプテン期は5番、イガラシキャプテン期は6番を打った。テレビシリーズでは丸井キャプテン期に7番を打っている。冷静なイガラシに代わって近藤を怒鳴りつける場面もよく見られる。原作では巨漢であるが、テレビシリーズではスマートに描かれている。キャッチャーとしてはリード面で甘さが見られ、疲労している投手をうっかり忘れている場合もあった。近藤負傷時も丸井から「いくら鈍いって言ったって奴だって生き物だぜ」と言われ、またはイガラシが疲労している時には、丸井からの伝言をベンチからの伝令として「小室のバカタレに間を取るように言え」と言われ、捕手として甘さも目に着いた。
『プレイボール』における丸井の台詞によると墨谷二中から「中学選手権に導いたイガラシと他2名」が墨谷高校に進学する予定とあり、実際にイガラシと久保は『プレイボール』にも登場しているが、小室だけは姿が見られない。
背番号5の選手
丸井キャプテン期の三塁手で、原作のみ登場。名前は不明。右投げ。港南中戦でイガラシが登板した時に三塁手を守る。守備で1コマのみの登場のため、打席に立つ描写はない。
背番号12の選手
丸井キャプテン期の三塁手。背番号5の選手と同様に原作のみ登場で、名前も不明。右投げ。青葉学院戦でイガラシが登板した時に三塁手を守る。守備で1コマのみの登場のため、打席に立つ描写はない。
牧野 辰也
声 - 松田辰也
イガラシ・近藤キャプテン期の左翼手・捕手。突き出たクチビルが特徴。名前は『2』で明かされた。近藤の同級生。右投げ右打ち。2年生時から2番レフトのレギュラーとして活躍し、近藤キャプテン期では3番捕手と副キャプテンを務めた。北戸中戦では初回に3盗を決め、相手バッテリーから「何て足の速い…」と驚かれており、俊足でもある。直球には強いが変化球に弱く、3年生時、練習で近藤の変化球を打てなかった。几帳面なしっかり者であり、近藤などよりもよほどキャプテンに向いた人物に思えるが、神経質な面をイガラシが考慮して補佐役に回したらしい。後輩も「牧野さんじゃカリカリしすぎる」と、近藤がキャプテンであることに納得している。万事に鷹揚な近藤や、ともすれば甘えがちになる後輩達を厳しく叱咤する役割を果たす。イガラシキャプテン期では地味な存在だったが、近藤期になると、怒り役として存在感が増した。水と油な近藤とのバッテリーは衝突が多かったがベンチ外から丸井に「ピッチャーのヘマぐらいで癇癪起こすとは、お前も随分偉くなったな」と皮肉を言われて以後、上手くリードして行く事になる。ただし、レフトからコンバートされたての急造捕手という面もあり、近藤のウエストボールをノーサインで行われると相手の盗塁に対処出来ない場面もみられた。実質副将的役割を担っており自身が負傷退場した富戸戦で退場になって腐っていた近藤に対し「お前の頭が冷えるまで俺が指示をだす」と見事な采配を振った時もあった。作中でイガラシから1度だけ井口と呼ばれたことがある。
『2』では近藤、曽根、佐藤とともに墨谷高校に進学し、野球部のチームメイトになる。
テレビシリーズでは左翼手の遠藤がイガラシキャプテン期にも登場しているため、控え選手となっている。
曽根 光央
声 - 岩田光央
イガラシ・近藤キャプテン期の遊撃手（テレビシリーズでは中堅手）。顔のほくろが特徴。名前は『2』で明かされた。近藤の同級生。右投げ右打ち。イガラシキャプテン期では出塁率7割のトップバッターとして活躍した。近藤キャプテン期では6番を打つ。江田川中の井口を最初に偵察に行っている（その時の様子を、「シュートが直角に曲がる」と表現している）。近藤キャプテン期に富戸戦で牧野が負傷退場した時はキャッチャーを務めた。選球眼が良い。3年生時は何かと衝突する近藤と牧野の仲裁役に廻る事が多い。
『2』では近藤、牧野、佐藤と共に墨谷高校に進学した。
佐藤 基広
イガラシ・近藤キャプテン期の一塁手。M字型の口が特徴。名前は『2』で明かされた。近藤の同級生。左投げ左打ち。2年時からレギュラーとして活躍。打順は8番（全国大会の準々決勝・準決勝は7番）。近藤のキャプテン就任後は牧野や曽根と共に、数少ない3年生レギュラーの一人としてチームを引っ張った。インコース打ちが得意。非常にバントが下手でスクイズを失敗する場面が多く見られる。猛練習の際に軽い脳震盪を起こし、保健室へと運ばれたことがある。
小説版では学年が一年下がり、松尾や慎二の同級生となっている。
進藤
イガラシ・近藤キャプテン期の内野手。出っ歯が特徴。近藤の同級生。右投げ右打ち。守備は及第点だが、打撃が駄目なためにレギュラーにはなれず、試合での出番も無い。近藤キャプテン期では、守備の出足の悪さを牧野に怒鳴られながら矯正されていた。低めの球が苦手。
イガラシ 慎二
声 - 池田真
イガラシ・近藤キャプテン期の内野手。右投げ右打ち。イガラシの2歳下の弟で、兄を追って墨谷二中の野球部に入部。チームメイトからは「ジュニア」「弟はん」などと呼ばれているが兄の卒業後は「イガラシ」と呼ばれるようになる。顔は兄と似ているが、性格は兄とは対照的に柔和で愛想が良く、おだてに弱い丸井などとは相性が良い。野球センスも兄に負けず非凡なものがあり、入部直後の選抜テストでは、昨年の大会による肩の故障から治りたての近藤の本気のストレートを難なく打ち返すなど、丸井に続く墨谷の二塁手のレギュラーとして、1年時から活躍した。打順は当初7番だったが、全国大会で試合を重ねるうちに8番、9番と徐々に下がっている。全国大会決勝の和合中では、9回の打席では凡退するも相手の投手が球威が落ちていると見破った。テレビシリーズでは2番を打つ。ミートが上手く、入部時のテストでは肩の故障によるブランクがあったとは言え、唯一近藤の球をまともに打ち返した。おまけに俊足である。2年時、近藤がカーブをマスターしていい気になり始めたため、牧野から「誰かカーブを投げられるやつはいないか?」と訊かれ、「しょんべん程度なら…」と手を挙げ打撃投手を務めるも「ほんとにしょんべんカーブだな」と牧野に言われた。近藤キャプテン期には三塁手にコンバートされ、トップバッターを務める。部員の事（人数など）を全く把握していない近藤に代わり記者のインタビューに答えた事もあった。
何度か自宅で兄とのやり取りがみられ、早朝練習前の朝食を作ることもあった。野球部でも兄に対してはキャプテンとしてよりも、兄弟として接する方が多く、対等な口調で話す。兄弟でもあることから、同時に兄が作った春の選抜に向けての殺人的練習スケジュールの内容を見て最初に驚愕するのも彼であった。
松尾 直樹
声 - 土方博一
イガラシ・近藤キャプテン期のユーティリティープレイヤー。イガラシ慎二と同期。右投げ右打ち。近藤が投手の時は右翼手、イガラシが投手の時は三塁手を務める。近藤キャプテン期では二塁手にコンバートされた。テレビシリーズでは遊撃手を務める。1年時にレギュラーに抜擢されるが、イガラシの勉学を犠牲にしかねない猛練習が問題視されている最中に、運悪く額を数針縫う怪我を負ってしまい、春の大会辞退の要因となってしまう（テレビシリーズでは足がもつれて倒れた時に骨折した。その後、回復。母親は「春の選抜は申し訳ない」と謝罪した事を本人が明かした）。母親は教育ママだが、彼自身は一度失ったレギュラーの座を影の努力で取り戻すなど、ひとかどの根性を持ち合わせている。イガラシキャプテン期には9番（全国大会の決勝戦のみ7番、テレビシリーズでは8番）、近藤キャプテン期には2番を打った。長打力が低く、バントをする描写が多い。
南海中との乱闘では無表情で相手選手を踏みつけたり、バットで殴り掛かろうとして審判に止められているシーンが小さく描かれている。
鳥井
イガラシ・近藤期の外野手。イガラシ慎二と同期。右投げ右打ち。イガラシキャプテン期において打撃テストを不合格となりレギュラー候補の枠から漏れたが、全国大会以降ベンチ入りを果たす。背番号14。一塁のベースコーチを担当した際、近藤の怠慢な走塁を目の当たりにし後輩の立場でありながら激昂した。試合前のノッカーも務めているが、決勝の和合中戦では、雨でグラウンドがぬかるんでいるにもかかわらず強烈なノックを打ってしまい、スタンドの丸井から「鳥井のバカタレ！」と怒られる。近藤キャプテン期になると、7番センターのレギュラーとなる。
山下
イガラシキャプテン期の外野手。イガラシ慎二と同期。小学生の時、草野球の地区大会でチームを優勝に導いた経験を持つ。彼のバットが松尾に目掛けすっぽ抜けたことから選抜を辞退することとなってしまった。1年生時からレギュラー候補に入っているが、作中で試合に出ている様子はない。イガラシキャプテン期では背番号12を得ていたが、近藤キャプテン期にはベンチ枠から漏れている。
青木
イガラシキャプテン期の外野手。イガラシ慎二と同期。右投げ右打ち。山下とは小学生時代に草野球でチームメイトだった。1年生時からレギュラー候補に入っているが、作中で試合に出ている様子はなく、背番号13でベースコーチを担当する事が多かった。近藤キャプテン期になると、カーブを取得中の近藤の練習台としてバッターボックスに立たされ、頭に2度もぶつけられる。
佐々木（JOY）
近藤キャプテン期の投手。1年生。左投げ両打ち。あだ名は「JOY」。背番号12。野球部の練習が厳しそうだったため、一度は入部を断念するが、いつの間にか入部していた。「JOY」と描かれたTシャツを着ていることがあだ名の由来。選手能力のデータを近藤に提出した牧野にポジション分けを依頼された際も「佐々木ってだれ？」と言われ名前を覚えられていないほどであった。左腕から繰り出す速球を近藤に見出されてベンチ入りメンバーに抜擢される。打撃も非凡で、南ヶ浜中戦ではノーヒットの佐藤に代わって代打出場し、見事にサヨナラ打を記録している。富戸戦では近藤の退場を受けてマウンドに立つ。マウンド度胸もあり1年生とは思えない強かさ。最初は打たれ、3イニング連続で失点を許していたが、尻上がりに調子を上げていき、4イニング目は0点に抑えた。スイッチヒッターであり、左打席の方が長打力は低くなるがミート率は高い。
『2』でも近藤に次ぐ投手として活躍。当初は近藤の方針に反発し変化球を練習していたが、近藤を相手に変化球をことごとく打たれてしまったことで考えを改め、彼の方針に従ってストレートを磨く練習に切り替えた。富戸中学との準々決勝では次代を見据えた近藤の判断で7回から途中出場。サヨナラ負けに終わるも、ストレートにとことん拘る気迫と思い切りの良いピッチングで近藤達や富戸ナインを感嘆させた。ピッチングを見てた丸井からは春よりも大きく成長したと褒められ、墨谷二中に期待された。近藤らの卒業後は墨谷の絶対的なエースへ成長して、春の選抜優勝に貢献した。
滝
近藤キャプテン期の内野手。佐々木と同期。右投げ右打ち。佐々木と同様、1年生時からメンバーに抜擢され、富戸戦ではヒットも打っている。引っ張る方が得意。1年生時から背番号7を与えられているが、富戸中戦ではショートを守り、好プレーも見せている。丸井からバントの指示をされ失敗したが、近藤から「打たせたらどうです、結構当てるの上手いんですよ」と言われヒッティングに切り替えた。見事ヒットを打ち結果を出した。
安井
近藤キャプテン期の右翼手。佐々木と同期。右投げ右打ち。1年生時から9番ライトのレギュラーに抜擢されている。富戸戦では、杉本の大飛球をフェンスにぶつかりながらも捕球し、丸井に賞賛される。また、スタンドにいた丸井の野次を鵜呑みにしてセーフティバントを試み、見事に出塁。その後二塁まで進むが、「そら！」と声を発してスタートしたため、バッテリーに外され、打者であった松尾のバントが失敗に終わる。
橋本
近藤キャプテン期の一塁手。佐々木と同期。左投げ左打ち。あだ名は「ゾウ」。背番号10。ゾウのように目が小さいことからこのあだ名がついた。佐々木と同様、1年生時からメンバーに抜擢され、佐藤が負傷退場した富戸戦ではファーストで途中出場するが、緊張のあまり守備でミスを連発し、途中で代えられる。
田中
近藤キャプテン期の投手・内野手。佐々木と同期。右投げ。背番号15。球は速いが、ノーコン。投球の際に手を振り回す癖があり、選抜テストで近藤にフォームを注意された。投手組としてパスしたはずが、富戸戦で内野手にコンバートされていた。富戸戦で控え選手としてベンチ入りするも「赤津の方がやる気に見えた」という理由で1年生で唯一、試合に出してもらえなかった。
赤津
近藤キャプテン期の外野手。佐々木と同期。左投げ。背番号14。富戸戦でミスを連発する橋本に代わって、外野手でありながらファーストの守備に就く。
イガラシの後釜間違いなしの男
近藤キャプテン期の選手。名前は不明。佐々木と同期。右投げ。背番号11。1年生時の選抜大会から8番レフトのレギュラーを取った実力者。記者が取材に訪れた際、近藤が「イガラシの後釜間違いなしの男」と紹介し、実際にサードの守備に就きノックを受けていた。
杉田教諭
墨谷二中野球部顧問である、小説版オリジナルキャラクター。担当教科は美術。選手を谷口キャプテン期から登場。選手を「君」付けで呼び、様々な逆境に見舞われながらも努力を重ねる部員達を尊重しつつ適切な助言を行うように心がけている。休日を返上した合宿の許可を取り付けたり、練習再開の許可が降りた際には行き過ぎないよう注意喚起をするなど穏やかな人柄と頼りがいを備えている。

### 同地区の学校

#### 青葉学院
作中でも最強クラスの実力を誇る名門校。校舎かと間違われるほどの大規模な寮や専用の球場などの充実した設備をもつ。選手層の厚さは、予選は2軍だけで戦っても充分というレベルであり、1軍と2軍の上下関係は非常に厳しい。
谷口・丸井キャプテン期ではそれぞれ最後の対戦相手として熱戦を繰り広げるが、イガラシ期では地区大会準決勝で江田川中に敗れている。1軍の9人のうち6人は谷口・丸井両方の墨谷と対戦している。
スペシャル版では16人の選手を使ったといわれていることから捕手以外にも交代しなかった選手がいることになる。
青葉学院監督（部長）
声 - 森山周一郎
監督。トレードマークはサングラス。エース佐野を擁して谷口・丸井キャプテン期の墨谷二中に立ちふさがった（ただし漫画では部長と呼ばれ、野球部長として指揮を執っている）。勝負への執念に長けた辣腕家であり、ときにスポーツマンシップにそぐわない指示をナインに出すことも辞さず、味方の応援団から野次られることもある。墨谷との初対戦では、苛立ちのあまり、ベンチで煙草を吸うシーンもある。
しかし、根底では大人としての本分を忘れない人格者であり、要所要所で彼の台詞は作品の大きなアクセントとなっている。丸井時代の墨谷には昼食中に「あまり食べ過ぎると試合中に苦しくなる」と敵である丸井に注意するほど好人物として描かれた。また、イガラシにサヨナラホームランを打たれ敗れた際、疲労で倒れ歩くこともままならない様子を見て取り、捕手の村野に何をしている、走塁を助けてやれと指示も出している（イガラシは起こしてもらった後は独力で歩き始めた）。自チームがサヨナラ負けを喫してしまったものの、両チーム、特に墨谷ナインの頑張りに感動し、拍手を送り涙も流した。
佐野
声 - 永久勲雄（テレビシリーズ）/ 安田裕司（劇場版）
投手。左投げ左打ち。実写映画版では右投げ。9番打者。人一倍小柄なその体つきからは、にわかに信じがたいほどの快速球を投げる超中学級投手。また、キレのあるカーブも投げる。しかし、かねてから彼の存在をマークしていた谷口によって特訓を施された墨谷二中とは互角の勝負を強いられた。不敵な性格の天才肌の選手であるが、小さな体で名門野球部を支え、また、3年生の夏には強力打線の丸井墨谷を相手に、9回でついにグラウンド上で昏倒するという執念の投球を見せた。原作ではサル顔の上手投げ投手で、かなりの無口であったが、アニメ化の際に端整な顔立ちの横手投げ投手として、性格も含め華やかに描かれている。テレビシリーズでは「谷口だけには負けたくない」とライバル心を覗かせる一幕も見られた。
投手ということで9番に座っているが、打者としても非凡なセンスを持っているようで、谷口墨谷との対戦ではホームランを打っている。
その後、『プレイボール』にも登場し、東都実業高校に進学した。
大橋
投手。右投げ右打ち。背番号11番。
佐野が丸井キャプテン期の墨谷二中と戦い、疲労のため倒れた時に登場した2番手ピッチャー。佐野に勝るとも劣らない速球を投げる。イガラシに変化球を続け、タイムリーを打たれている。エース候補とされてはいたものの、のちに彼がエースになったかは不明。モデルは江川卓。
背番号13の選手
投手。右投げ右打ち。背番号13番。名前は不明。
丸井墨谷と決勝で対戦した上述の大橋の次に登板した3番手ピッチャー。最終回となった18回裏、先頭打者の加藤を打ち取るものの、丸井にセンター前を打たれた後、イガラシに初球をレフトスタンドに運ばれ、サヨナラ2ランホームランを浴びる。モデルは西本聖。
倉田
投手。
イガラシキャプテン期の投手。夏季大会では井口率いる江田川中に負けている。実際に投球している描写はなく、青葉の試合を偵察に行ったイガラシが、「倉田ってのが投げてたけど凄かったな、あいつは」という台詞中で登場するのみ。
キャッチャー
捕手。右投げ右打ち。4番を打ち、近藤からホームランを放つほどの強打者。単行本巻頭の「登場人物」欄には「キャッチャー」としか表記されていない（小説版は「吉本」、実写版は「大山」、テレビシリーズは「村野」という名前になっている）。墨谷二中との最初の対戦でも松下から代打ホームランを打っており（その時の背番号は12）、墨谷二中から2本以上ホームランを記録した唯一のバッターである。テレビシリーズおよびスペシャルでは他が全員2軍の先発の中で唯一1軍で先発している。
中村
二塁手。右投げ右打ち。
トップバッター。眼鏡をかけている。1番ながら力があり、一発長打の危険性もある。
後藤
三塁手。右投げ右打ち。3番打者。
青葉でクリーンアップを打つほどの実力者。
中野
遊撃手。右投げ右打ち。
レフト前に落ちそうなライナー性の当たりを、ショートから走ってダイレクトキャッチするなど、広い守備範囲を誇る。打順も5番と主軸を任され、作中でイガラシからホームランを打っている唯一の選手である。谷口キャプテン期の墨谷二中との再試合では、ピッチャーを潰すためにファウルで粘るよう部長から指示を受けるが、スタンドからのブーイングに耐えかねて打ってしまう。その後丸井キャプテン期の対戦では、延長でホームクロスプレーの際、小室と交錯して肩を脱臼し退場する。
藤田
中堅手。右投げ右打ち。2番打者。目が細く、いつも笑っているかのような表情をしている。谷口キャプテン期の最初の対戦では、15人目の選手交代が認められた際、「良かったですね」と不用意な発言をし、部長から怒鳴られている。丸井キャプテン期の対戦では、近藤からホームランを打っている。
吉田
青葉学院2軍時代の谷口の同級生。墨谷二中ナインが青葉の練習を見学に来た際、墨谷をエスコートする。補欠。
尾崎
墨谷との再試合が決まった後、臨時コーチとしてかけ付けた青葉学院OB。右投げ右打ち。現陸王校。甲子園でかなりならした実力者。
新巻
墨谷との再試合が決まった後、臨時コーチとしてかけ付けた青葉学院OB。ドラフトで読売ジャイアンツに一位指名をされた実力者。
※ この他、テレビシリーズ（およびスペシャル）では「イヌガサ（衣笠）」「カケス（掛布）（劇場版では「カケブ」）」「トイ（土井）」「カワエ（江川）」など、当時のプロ野球選手にそっくりなキャラクターが青葉学院のメンバーで、「佐野」以外は全員名前が異なる。テレビスペシャルとテレビシリーズでは顔はそのままで名前だけ異なるキャラもいる（例、3塁手ス、カケフ　ア、犬笠　遊撃手ス、犬笠　ア、山下）また原作では先発は全員2軍だが、テレビシリーズおよびテレビスペシャルでは捕手のみ1軍。

#### 江田川中学
かつては墨谷二中から組みし易いと評されるほどの実力しかなかったが、井口が入学してから一気に強くなった。そして井口が最上級生になってからはさらに急成長して、青葉学院を破って墨谷二中と全国への切符を争うまでになる。
谷口キャプテン期の墨谷二中と対戦した時の力は井口がいるため投手力はまあまあ高いものの、打撃力と守備力が低かった。特に守備は散々であり、丸井に「お家芸」と野次られるほど。井口キャプテン期には投手力、打撃力が格段に向上し、守備力は多少は向上したが、相変わらず低い。
井口 源次
声 - 大山大介
投手。左投げ左打ち(ただし、劇場版では右投げであり、顔も全く違う)。4番打者。体の大きさを生かした剛球が持ち味。イガラシの小学生時代の野球仲間でもある。先輩に疎まれたイガラシと違い、入学後すぐに弱小野球部のエースの座を獲得し、谷口キャプテン期の墨谷二中と戦うことになるが、イガラシが谷口へ助言を行ったことで敗れている。墨谷二中との初戦の時点では立ち上がりの制球が凄まじく悪いほか、左打者にめっぽう弱く、そこを突かれ敗れた。
その後、左打者に弱いなどの欠点を克服、キレのあるカーブやシュートを身につけ、ずば抜けた実力をもって他のナインも鍛え上げて、3年生時には佐野の抜けた青葉学院に替わるライバルとして、イガラシ率いる墨谷二中と再度対決することになる。特にシュートは直角に見えるほどのキレをもつ。テレビシリーズで描かれるのはこのイガラシ対井口の対決までである。準決勝の青葉戦は2塁を踏ませず完封勝ちしている。
引退後はイガラシらと共に墨谷高校に進学し、谷口の後輩になる。選手としては実力はあるが、当初は態度と言葉づかいもお世辞にも良くなく、『プレイボール』で墨谷高校に入学、丸井と顔を合わせた時は「あんた、誰だっけ」と話し、激昂させ、「口の聞き方もロクに知らないらしいな」と呆れられ、谷口からも言葉遣いを咎められるほどだったが、続編で丸井から共に硬球の使い方を教わってからは礼儀を弁え、チームの一員としての自覚を持って行動するなど謙虚な姿勢を見せるようになる。
『2』では墨谷高校の2年生として登場。『プレイボール』での経験を通じて精神面でも大きな成長が見られ、新入生の近藤から「はん」付で呼ばれることに腹を立てながらも粘り強く指導を続けるなど、面倒見のいい一面を見せている。
近藤のコーチを続けていくうちに捕手としての練習を始め、猛練習の甲斐もあって公式戦でマスクを被るまでに技術を向上させる。
福田
捕手。右投げ右打ち。長距離ヒッターの5番打者。チームの守備難に目をやりながらも井口をアシストする良き女房役。
吉岡
トップバッターを打つ遊撃手。『ミサイル打線』と称された江田川中の1番打者。右投げ右打ち。長打力があり、丸井とイガラシが練習を偵察に行った際には、フリーバッティングで柵越えを連発する。
大内
三塁手。右投げ右打ち。2番打者。
田村
右翼手。右投げ右打ち。9番打者。
守備に難があり、暴投、2塁ランナーを忘れるなどミスを連発する。
遠井
右投げ右打ち。背番号10。
8番に代わる代打として登場。良い体格で、相当期待されている。低めは強いが高めに弱い。墨谷との決勝戦にて近藤の執拗な高め攻めにファウルで粘り抵抗する。
藤木
右投げ右打ち。背番号12。
5番に代わる代打として登場。やや短気な性格。ひょろ長くひ弱そうな体格のため、バント要員かと思いきや、意表をついたバスターを見せる。三塁コーチと揉め、敵の前で作戦をバラしてしまった。キャッチャー曰く「バカなランナー」。
石田
右投げ右打ち。背番号13。
6番に代わる代打として登場。制球眼が良く、際どいボールにも手を出さない。
安田
右投げ右打ち。背番号14。
7番に代わる代打として登場。相手の満塁策を見透かして、おとりに使われた。妙なバントの構え方をする。
山田
右投げ右打ち。背番号11。
バントのスペシャリストとして期待されていたようで、スリーバントのために、2ストライクから代打に起用される。
小林
7番打者。
井口とキャッチャーの会話の中で名前だけ登場した。

#### 金成中学
毎年のように上位に進出する強豪チーム。礼儀正しいようで、実は慇懃無礼。谷口キャプテン期ではデータ野球で墨谷二中を苦しめたが、イガラシキャプテン期のときは惨敗を喫した。弱体化した印象が強いが『プレイボール』での田所の台詞から、強豪であるという評価は変わりない。
谷口キャプテン期では、相手の得意なコースにわざと投げることで打たせ、打球の落下地点に先回りして打ち取る手法だったが、イガラシ期では相手の苦手なコースを攻める手法に変化している。
マネージャー
声 - 小山梓
名前不明。谷口キャプテン期の墨谷二中のありとあらゆるデータを調べつくし、データ野球で墨谷を苦しめた。プライドが高く、自分が調べたデータに絶対的な自信を持っている。そのため、データ野球を墨谷に見破られてプレイが上手くいかなくなった時、それに文句を言ったナインと内輪揉めを起こし、結果としてチームは大敗に終わる。
原作では普通のノートだが、テレビシリーズではパソコンを使っている。
小池
投手。左投げ左打ち。イガラシキャプテン期の地区大会初戦で墨谷二中と対戦。スピードはないが、多彩なコントロールと変化球で、トップの曽根を三振に討ち取るが、その後、墨谷の猛攻を食らう。
小林
遊撃手。右投げ右打ち。トップバッター。

### 春の全国大会出場校

#### 港南中学
広島にあるチーム。丸井期の墨谷二中と対戦して勝利したが、次の試合で初出場したチームに敗退したことが語られている。
内田
捕手で4番でキャプテンというチームの大黒柱。港南きっての強打者。右投げ右打ち。日焼けして真っ黒な肌が特徴。広島弁を使う。
野口
投手。左投げ左打ち。7番打者。
解説者からも「気が小さい野口君がストライクを先行させるのは珍しい」と言われるくらいの小心者。
竹田
中堅手。右投げ右打ち。2番打者。
大会中屈指の強肩を持ち、墨谷二中との試合ではレーザービームを見せ、加藤のホームインを阻止した。
多賀
二塁手。右投げ右打ち。5番打者。

#### 南ヶ浜中学
近藤キャプテン期で対決。
新浜
投手。左投げ左打ち。速球と鋭い変化球を武器に、墨谷を8回までゼロで抑える初出場・南ヶ浜のエースピッチャー。極度な上がり症で立ち上がりは悪い。
南ヶ浜のキャッチャー
捕手。右投げ右打ち。たらこ唇の3番打者。青葉学院のキャッチャー同様名前は不明。
岡本
一塁手。左投げ左打ち。1番打者。
田村
左翼手。右投げ右打ち。7番打者。
山口
右翼手。9番打者。
白井
控え野手。背番号12。右投げ右打ち。8番に代わる代打として登場。ヒットを放つが、太った体形のせいか足が遅いらしく、すぐさま臼井と交代させられた。大振りが目立ち、近藤も彼がレギュラーでない理由を納得するほどであった。
臼井
控え野手。背番号10。白井に代わる代走で登場。近藤-牧野のバッテリーから、続けざまに2盗・3盗を決める。牧野が「完全に刺したと思った」というタイミングでもセーフにする俊足の持ち主。その後はセンターに。
杉村
控え野手。背番号13。右投げ右打ち。9番に代わる代打として登場。近藤-牧野のバッテリーの乱れから、スクイズを成功させる。その後はライトに。

#### 富戸中学
近藤時代の選抜大会準々決勝で対戦した、伊豆地方にある名門。攻撃力が高い層の厚いチームだが、投手陣は多彩なものの絶対的エースは存在しない上、荒っぽい性格の選手が多くラフプレーが目立つ。
試合中のトラブルによる近藤の退場、レギュラーの負傷退場が重なり、結果的に墨谷の敗戦を招く事になる。作中に登場する一部のレギュラー選手には話し言葉の語尾に「〜ら」とつける選手が多い。
『2』でも夏の全国大会準々決勝で墨谷二中と対戦するが、春の反省を活かしてラフプレーを改め、相手チームにも謙虚に振る舞うようになる。
鈴木
投手。右投げ右打ち。墨谷戦で先発のマウンドに立つ。割と短気で近藤の挑発にも乗りタイムリーを浴びる。
日吉
投手。左投げ左打ち。背番号11。投球モーションを一旦止めてからボールを投げる（現在では反則行為）など、変則投法で墨谷を苦しめる。鈴木と比べて冷静であり、自分の役割イニングを投げ抜いた。
杉本
投手。右投げ右打ち。背番号10。太めの体から速球を投げ下ろす。またその見かけ通り、パワーも抜群で大会第1号ホームランを打った。墨谷二中ナインには「おデブちゃん」、丸井からは「かんしゃく玉」と呼ばれている。悪口に敏感で、墨谷二中ベンチ内で曽根に「肉団子みたいだな」と言われたのを聞いて、突進しかける。その性格から挑発に乗り易く登板直後は丸井に巧みに利用されていた。
荒っぽい富戸のなかでも気性が荒く、キャッチャーと揉めているところを近藤にヤジられて大乱闘を引き起こす。この一件で審判団が両チームに警告を与え以後は揉める事はなくなったが、以後もストライク・ボールの判定で審判に詰め寄ろうとした。
富戸中のキャッチャー
捕手。右打ち右投げ。4番打者。4番キャッチャーとしてチームを引っ張る、富戸中きっての長距離ヒッター。青葉学院のキャッチャー同様名前は不明。荒っぽく狡い性格で、体を逸らして、わざと走者に体当たりするという乱暴かつ悪質なブロックを2度も行い、1度目は被害者の松尾の心配をした近藤との小競り合いの際にしらばっくれ、2度目では牧野のアピールにより走塁妨害が認められて1点を失うことに（ただしこのプレーで牧野は負傷退場となってしまう）。元々小競り合いや直前のイニングに起こった（後述の）石井のスライディング、そして1度目の悪質なブロックに腹を立てていた近藤は、それを見て我慢の限界に達したのかワザと三塁手の足を払い、ボールがこぼれた間にホームに生還と仕返しをしようと捕手である彼に体当たり（スパイクを向けたスライディング）をした結果、退場処分にされてしまう。
ちなみに、彼の悪質なプレーは走塁妨害という形で1度罰則こそ受けたものの特に注意を受けることなく試合終了を迎える。
竹安
中堅手。右打ち右投げ。トップバッター。眼鏡をかけている。パワーヒッターが多い富戸中らしく、1番ながら腕っ節が強そうなバッター。
富戸中のレフト
左翼手。右打ち右投げ。2番打者。気性が荒く、肘に当てたデッドボールの判定にケチを付けた近藤に対して癇癪を起こし、突っかかっていった。名前不明。
石井
遊撃手。右打ち右投げ。8番打者。一塁ベースに戻る際の滑り込みで、佐藤の指に全治10日間の怪我を負わせた。
久保田
右翼手。右打ち右投げ。5番打者。おにぎり頭。細目でそばかすが特徴。
石井
控え野手。背番号12番。右投げ右打ち。9番に代わる代打として登場。温和な性格で、チームに信頼されている代打の切り札。

### 練習試合相手の36校
春の全国大会でまさかの初戦負けを喫した丸井が、返り咲くために練習試合を申し入れた学校たち。
丸井は1日3試合というハードスケジュールを組んだほか、相手はいずれも強豪校。

#### 川下中学
丸井期の春の全国大会で大会上位に進んだ強豪校。36校連続練習試合の初戦で対決。
小川
投手。右投げ右打ち。3番打者。選抜4強チームのエース。眼鏡でサイドハンドスロー練習試合で墨谷二中と対戦し、引き分けを記録する。
川崎
3番小川に代わる代打として登場。背番号12。右投げ右打ち。変化球に強い代打の切り札。眼鏡をかけている。
斎藤
右翼手。右投げ右打ち。2番打者。

#### 浦上中学
選抜大会観戦中に丸井に練習試合を申し込まれたチーム。気性が激しいものの、全国レベルの強豪と認識されている。
他校の生徒、選手に対してぞんざいな口を利くなど、マナーが悪い。
主将
本名・ポジションなどは不明。練習試合の際に出迎えに来なかった丸井の態度に不快感を表しながらも、その丸井率いる墨谷二中の強さを見て認識を改め、レギュラー全員を連れてくるように命じている。気性の激しい性格だが、原作のみ川下中の選手に対して情けないくらい下手に出ている場面がある。
選手の一人
本名・ポジションなどは不明。非常に気が荒く粗野。たまたま見かけたサッカー部員に対して、苛立った態度で丸井(および墨谷野球部)のことを尋ねた（テレビシリーズではサッカー部員にボールを蹴り込んだ)。

### 夏の全国大会出場校

#### 白新中学
イガラシ期が初戦で対決した北海道の学校。
白新中学監督
監督。
イガラシの作戦を見抜くなど、冷静沈着な監督かと思いきや、遠藤が立て続けに打たれ始めたことで焦りを感じ、まだ仕上がっていない投手をリリーフに送りその結果大量失点し自滅した。
遠藤
投手。右投げ右打ち。エースで4番打者。イガラシキャプテン期の墨谷二中と夏の全国大会初戦で対戦。軟投派の投手でスローカーブを得意とし、同じフォームから多様なボールを投げられる。7回まで墨谷の強力打線をノーヒットに封じ込めていたが、イガラシの策略でスローカーブの攻略法を学習され、加えてセットポジションが苦手なためランナーが出るとピッチングのレベルが大きく落ちるという弱点により8回途中で降板する。
松原
投手。左投げ左打ち。背番号11。エースの遠藤をリリーフし、8回からマウンドに上がるが、打者2人でKOされる。球は速い。
大石
投手。右投げ右打ち。背番号13。
松原をリリーフした3番手投手。代わりばなに対戦した佐藤から、「何だか打つのが気の毒になってくる」「こんなのをリリーフに出すなんて、白新の監督は正気なのだろうか」などと散々な思われようをされる。その結果滅多打ちにされて8回2死からの登板でありながら15点を失う（その前の投手が二人で3失点で合計18点）羽目になり、白新戦の最後のコマはイガラシに本塁打されてマウンド上で膝を突いていた。
松田
捕手。右投げ右打ち。3番打者。初回にヒットを放った後、頭脳的な走塁で先制点をアシストする。
児玉
二塁手。右投げ右打ち。トップバッター。小柄だがバッティングセンスは良い 。足も速い。
田辺
遊撃手。右投げ右打ち。2番打者。
大杉
中堅手。右投げ右打ち。6番打者。

#### 北戸中学
東北地方から初出場し、8強入りしたチーム。投手の球質から「重い球」に強く、イガラシより近藤の方が相性が良い。
戸田
投手。右投げ右打ち。9番打者。右のサイドハンドから重い速球を繰り出す。立ち上がりが悪いところをつかれて失点するが、2回以降立ち直り、7回まで初回の4点のみに抑える。だが、8回にスタミナが切れてイガラシにタイムリー、9回には近藤にサヨナラホームランを打たれる。変化球を投げる描写は無い。
山口
捕手。右投げ右打ち。4番打者。眼鏡をかけている。4番キャッチャーとして初出場のチームを引っ張った。重い玉に滅法強い北戸打線にあって、とりわけパワーがある。また、イガラシをファウル攻めして疲労させたり、戸田の球に疲れがあることを見抜くなど、頭脳派でもある。
佐山
中堅手。右投げ右打ち。北戸のトップバッター。丸井曰く、内角に弱いとの話だが、球に合わせることが上手く、シャープなスイングから良きバッティングを見せる。
増本
三塁手。右投げ右打ち。2番打者。低めが苦手で丸井に「さほど心配は要らない」と評される。事実、試合でもイガラシの投球術に引っ掛かり、吉田にけなされる。ただ、9回表に同点の足がかりを掴むヒットを打ったり、その裏、戸田の球威が落ちていることを見抜いたりするなどの活躍も見せた。
柳井
遊撃手。右投げ右打ち。6番打者。時間稼ぎが下手で、ナインから怒られたりしている。
吉田
右翼手。右投げ右打ち。3番打者。イガラシから「こいつは目もいいし、ちょっとやっかいだぞ」と警戒されている。
下山田
左翼手。右投げ右打ち。5番打者。山口同様ストレートには強いが、変化球には脆さを見せる。
小森
二塁手。右投げ右打ち。7番打者。

#### 南海中学
イガラシ期の準決勝で対決。
二谷
投手。左投げ左打ち。4番打者。ずんぐりとした体形。多彩な変化球と絶妙のコントロールが武器で準決勝まで1失点で勝ち上がってきた。墨谷打線相手に9回2失点とイガラシ墨谷を最も押さえ込んだ投手。
片岡
捕手。右投げ右打ち。5番打者。非常に短気で喧嘩っ早い性格。近藤の送りバントを一塁で刺そうとして、送球を近藤の頭部に当ててしまい、怒った近藤から「鼻の下の長いの」と悪態をつかれて激昂しかける。その後クロスプレーで近藤と接触した際、近藤を殴り飛ばして乱闘を引き起こし、退場処分を受ける。しかしこの時、近藤も右手の爪を剥がしてしまい、墨谷苦戦の原因となる。ただし気は短いが誇り高く、疲労したイガラシをファウル攻めで球数を増やして潰そうという作戦が出たときには「今のヤツに歯が立たないなら決勝行きは譲った方がいい」と正々堂々戦うように求めて作戦を改めさせた。
大島
遊撃手。右投げ右打ち。要注意と念を押された、南海の3番打者。四角い顔に丸眼鏡が特徴的。
小池
三塁手。右投げ右打ち。トップバッター。
板垣
一塁手。左投げ左打ち。6番打者。
松村
二塁手。右投げ右打ち。7番打者。
増本
右翼手。右投げ右打ち。9番打者。「こいつは懐が甘そうだ」とイガラシから軽い目で見られている。
橋本
中堅手。右投げ右打ち。2番打者。「ノーヒットのカモちゃん」と墨谷側の応援団に野次られる。
佐々木
控え捕手。右投げ右打ち。背番号12。片岡の退場から、急遽マスクを被ることに。7回までノーヒットに押さえたイガラシからチーム初ヒットを放つ。
小川
控え野手。背番号13。9回表、ノーアウト一塁の場面でレフト（名前不明）に代わる代走として登場。

#### 和合中学
イガラシ期の決勝で対決した西日本屈指の強豪校。前年度の優勝校であるほか、イガラシ期の墨谷二中が出場を取り下げた春の全国大会では決勝で青葉学院を破って優勝している。
和合中学監督
冷静沈着で、また、ナインに対する気遣いも弁えている。和合中を前年度の優勝校であることに誇りを持ち、森口に対して「勝負を避けてまで連覇する気は無い」と言い切った。墨谷二中が出場辞退した春の選抜大会も優勝している。優勝の際には、優勝常連校だった青葉学院を破っている。
中川
投手。右投げ右打ち。5番打者。高校生並みの図体と眠そうな顔でスロースターターだが、ストレートは素晴らしい威力を誇り、墨谷二中を苦しめる。彼のストレートはバッターからはオーバースローなのにホップしているように見える。
森口
捕手。右投げ右打ち。非常に小柄だが、冷静な頭脳で中川をリード。打順も3番と主力を打つ。監督からの信頼も厚く、ピンチの際は常に指示を出している。
柳
一塁手。左投げ左打ち。6番打者。試合前の緊張から、軽い下痢に悩まされていた。
奥山
二塁手。右投げ右打ち。8番打者。8回裏途中、急遽ライトに入った新藤との交代でライトに回される。
高橋
三塁手。右投げ右打ち。トップバッター。試合前の動揺からピリピリしていた監督に、「福島」と名前を間違えて呼ばれたことがある。
下坂
遊撃手。右投げ右打ち。眼鏡をかけて非力そうだが、連覇を狙う和合の4番を務める。イガラシからは「4番にしては華奢な奴」と内心では思われていたが、試合では良い当りのヒットを打ち、近藤も非常に警戒する程。決勝戦では緊張の余り、試合前に吐き気を催して医務室に運ばれている。
太田
右翼手。右投げ右打ち。2番打者。試合前の控え室で中川の肩のマッサージをしていた。
町尻
中堅手。右投げ右打ち。9番打者。9番ながら、なかなか力のある強打者。
川口
左翼手。7番打者。
長尾
控え野手。背番号10。右投げ右打ち。2番・太田に代わる代打として登場。代打の切り札。いかにも長打力のありそうな体つきで、実際に近藤からエンタイトルツーベースを放つ。しかし守備・走塁は苦手のようで、出塁後すぐに代走を送られる。
吉川
控え野手。背番号11。右投げ右打ち。8回表、ノーアウト一塁三塁の場面で三塁走者・川口との交代で代走に入る。8回裏から、そのままレフトに。
新藤
控え野手。背番号12。長打を放った長尾との交代で二塁代走に入る。8回裏からライトの守備に付くも穴であると墨谷に狙われ、途中セカンドの奥山と交代。
原田
控え野手。背番号14。右投げ右打ち。ライトに回った奥山の代わりにセカンドに入る。
阪井
投手。左投げ。イガラシが3年時の春の選抜（墨谷は出場辞退）で背番号1を付け、決勝戦で青葉を破り優勝投手となるシーンがテレビに映される。夏の大会には出場していない。

### 朝日高校
墨谷高校に入れなかった丸井が入った高校。硬式野球部は無いが、軟式野球部が存在。丸井もそこに所属していた。
江田川中の井口が投げる速球対策に悩むイガラシに対し、丸井が練習試合の話を持ちかけたことで墨谷二中と関わりを持つようになる。
菅野
投手。右投げ右打ち。朝日高野球部キャプテン。なかなかの人格者であり、後輩の丸井の頼みから、墨谷二中との練習試合の相手を引き受ける（丸井曰く、墨谷から人材が欲しいという裏があるらしい）。多少手加減した速球を武器に墨谷の実力を試そうとするも、イガラシには初打席でヒットを打たれる。その後も2〜3回ほど墨谷とは練習試合を行っている。いつの間にか墨谷の良き練習台となり、高校生の面目丸潰れとなってしまった。アニメ版ではアンダースロー。
丸井
詳細は墨谷二中・キャプテンを参照。
松本
右翼手。右投げ右打ち。トップバッター。
森下
一塁手。右投げ右打ち。2番打者。
野島
遊撃手。右投げ右打ち。9番打者。

### 保護者その他
歴代キャプテンの中で、親が出てくる描写があるのは谷口、近藤だけ。
谷口タカオの父
声 - 雨森雅司（テレビシリーズ）/ ハナ肇（テレビスペシャル）
大工を営む江戸っ子気質の父親。野球に関してはまるで素人ながら、青葉のレギュラーと誤解されて落ち込むタカオを見かね、「やりもしない内に諦めるな！」と叱咤して自己流の特訓を考案し、野球以上に人として重要な事を教えた。大工の腕を活かして特製のピッチングマシンを作り、影の猛練習の担い手になった。思うように成果が出ないながらも特訓に耐え抜いた際は泣きながら成長を喜んでいた。
テレビシリーズでは地区予選決勝の青葉戦まで禁酒を通し、タカオは感激のあまり涙した。
『プレイボール』でも登場し、野球を諦めサッカー部に入ったタカオの為に、自分の酒代を削ってボールを買ったり、葛藤の末に野球に復帰することを決めた際は喜んだり自分の経験を踏まえて助言を送るなど、厳しいながらも息子を見守る良い父親として描かれていた。
小説版では職業が鉄工所経営になっている。
谷口タカオの母
声 - 麻生美代子
息子思いな良き下町情緒あふれる女性。常にタカオの心配をしているため、そのことから夫婦喧嘩に発展することも。『プレイボール』では、野球に熱心過ぎて勉強が疎かになりがちな彼を諫める場面もあるが、試合前の朝食にご馳走を作る、夫と試合の応援に行くなど活躍を喜んでいる面も見られた。
毎朝新聞の記者・カメラマン
声 - 山田俊司
初めて選抜に選ばれた谷口率いる墨谷二中を取材したのが縁で、その後も度々学校に訪れて野球部の顔なじみとなる。その取材の過程や結果において、青葉学院との再試合が実現したり、本大会を辞退せざるをえなくなったりと、時折墨谷二中野球部の行く末に影響を与えている。近藤の代まで取材に来ている事が確認されている。
吉岡 章三
墨谷二中校長。谷口の代から登場している。イガラシの猛特訓が非難を浴びた際、イガラシの良き後ろ盾として助言を与える。松尾が練習中に負傷した為、イガラシに春の選抜大会を辞退を勧告するが夏の全国大会出場を決めた墨谷には協力的になった。イガラシの文武両道（学業と部活）の有能ぶりを称えつつも「全ての人間がキミと同じように出来るわけではない」と人の上に立つ人間として必要な考え方を教えた。
松尾直樹の母
教育熱心で気位の高い、いわゆる教育ママ。学業優先主義で息子が野球部のレギュラーになったことを嬉しく思わない反面レギュラーから外したイガラシを快く思わず、保護者会では特に野球部非難の先頭に立った。問題が一通り収まってからは原作には登場しないが、テレビシリーズでは「母親が野球を続けることを認めてくれた」と松尾がイガラシに報告する後日談的なエピソードがある。イガラシからも「お前の母ちゃんは苦手だ」と言われた程であった。
近藤 茂太
自動車修理工場を営む近藤の父（近藤は両親をパパ・ママと呼ぶ）。甲子園出場経験およびノンプロで野球（社会人野球）をしていた経験がある。イガラシキャプテン期に野球部のあり方が保護者会で問題になった際、率先してイガラシと野球部を弁護した。近藤がキャプテンに就任してからは、直接野球部の面倒を見ることも多くなり、影の監督的な存在となった。息子の試合前の体調管理も行っており野球部をマイクロバスで送迎する程の熱烈なサポートぶりを見せた。近藤の敏腕キャプテンぶりは「親父さんの入れ知恵だったのか」と丸井も納得させた。息子同様、関西弁を使う。
『2』では相木や今野が息子の指南役をしているため、成長を促す意味で自分で答えを出すよう突き放す発言も多いが、試合の応援に駆けつけるなど気前の良い人物として描かれる。
杉浦
野球評論家。
谷口・丸井キャプテン期まで実況アナウンサーと共に墨谷二中の試合を解説。イガラシキャプテン期以降、登場回数は減る。
大田原
全国中学野球連盟の委員長。中学野球の規定には違反していないものの常識外れの回数で選手交代を行った青葉を、墨谷二中と再試合させるという英断を下す。テレビシリーズでは再試合の観戦にも訪れている。

## 試合
通常、中学野球は7回まで（硬式、軟式ともに）だが、本作品に関しては全ての試合が9回まで行われている（コールドゲームを除く）。

### 谷口キャプテン
- 夏の地区予選
  - 1回戦 江田川中（○ 2x-1）
  - 2回戦 金成中 （○ 7-6）テレビシリーズでは(○12-6)
  - 準決勝 隅田中（『プレイボール』でのみ語られる）
  - 決勝戦 青葉学院（● 10-11）実写版では（●5-6）
  - 再試合 青葉学院（○ 10×-9）テレビシリーズおよびテレビスペシャルでは（○7-6）

### 丸井キャプテン
- 春の選抜大会
  - 1回戦 港南中（● 2-3x）
- 36校との練習試合
  - 川下中（△ 2-2 不戦勝という形で墨谷が勝利。テレビシリーズでは ○3-2）
  - 明星中（○5-2）
  - 浦上中（○4-2）
  - その他33校との試合は対戦校、スコア共に不明だが墨谷が全勝している
- 夏の地区予選（唯一墨谷が戦ったチームがすべて書かれている大会）
  - 4回戦（シード） 江東中（○ 16-0）2回コールド
  - 5回戦 向島中（○ 不明）
  - 6回戦 福山中（○ 不明）
  - 7回戦 柳島中（○ 不明）
  - 決勝戦（8回戦）青葉学院（○ 7x-5）延長18回

### イガラシキャプテン
- 春の選抜大会
  - 出場辞退
- 夏の地区予選
  - 1回戦 金成中（○ 不明）2回コールド テレビシリーズでは○13-0（9回まで）
  - 2回戦 曳舟中 （○ 12-0）
  - 3回戦 寺島中 （○ 18-0）
  - 準決勝 向島中　(○ 不明) ※丸井の発言から
  - 決勝 江田川中（○ 9-2）延長10回 テレビシリーズでは○2-1（9回まで）
- 夏の全国大会
  - 1回戦 白新中（○ 18-3）
  - 準々決勝 北戸中（○ 6x-5）
  - 準決勝 南海中（○ 2-1）
  - 決勝 和合中（○ 4x-3）

### 近藤キャプテン
- 春の選抜大会
  - 1回戦 南ヶ浜中（○ 2x-1）
  - 準々決勝 富戸中（● 2-3）

## 書誌情報

### キャプテン
- ちばあきお『キャプテン』集英社〈ジャンプ・コミックス〉、全26巻 - 初版にISBNはない
  1. 1974年4月初版発行[26]
  2. 1974年6月初版発行[27]
  3. 1974年8月初版発行[28]
  4. 1974年10月初版発行[29]
  5. 1974年11月初版発行[30]
  6. 1975年1月初版発行[31]
  7. 1975年3月初版発行[32]
  8. 1975年5月初版発行[33]
  9. 1975年7月初版発行[34]
  10. 1975年10月初版発行[35]
  11. 1976年1月初版発行[36]
  12. 1976年6月初版発行[37]
  13. 1976年10月初版発行[38]
  14. 1977年2月初版発行[39]
  15. 1977年5月初版発行[40]
  16. 1977年8月初版発行[41]
  17. 1977年11月初版発行[42]
  18. 1978年2月初版発行[43]
  19. 1978年5月初版発行[44]
  20. 1978年8月初版発行[45]
  21. 1978年11月初版発行[46]
  22. 1979年5月初版発行[47]
  23. 1979年8月初版発行[48]
  24. 1979年8月初版発行[49]
  25. 1980年3月初版発行[50]
  26. 1980年6月初版発行[51]

- ちばあきお『キャプテン』ホーム社〈ジャンプコミックスセレクション〉、全15巻
  1. 「ほやほやキャプテンの巻」1986年3月初版発行、ISBN 4-8342-1001-4
  2. 「対決 青葉学院の巻」1986年4月初版発行、ISBN 4-8342-1002-2
  3. 「栄光の日本一の巻」1986年5月初版発行、ISBN 4-8342-1003-0
  4. 1986年6月初版発行、ISBN 4-8342-1004-9
  5. 1986年7月初版発行、ISBN 4-8342-1005-7
  6. 1986年8月初版発行、ISBN 4-8342-1006-5
  7. 「燃えるイガラシの巻」1986年9月初版発行、ISBN 4-8342-1007-3
  8. 1986年10月初版発行、ISBN 4-8342-1008-1
  9. 1986年11月初版発行、ISBN 4-8342-1009-X
  10. 「炎天下の激闘の巻」1986年12月初版発行、ISBN 4-8342-1010-3
  11. 「乱闘のはてにの巻」1987年1月初版発行、ISBN 4-8342-1011-1
  12. 「どろの中の攻防の巻」1987年2月初版発行、ISBN 4-8342-1012-X
  13. 「死闘のはてにの巻」1987年3月初版発行、ISBN 4-8342-1013-8
  14. 1987年4月初版発行、ISBN 4-8342-1014-6
  15. 1987年5月初版発行、ISBN 4-8342-1015-4

- ちばあきお『キャプテン 愛蔵版』ホーム社、全15巻
  1. 「ほやほやキャプテンの巻」1991年9月初版発行、ISBN 4-8342-8051-9
  2. 「対決青葉学院の巻」1991年10月初版発行、ISBN 4-8342-8052-7
  3. 「栄光の日本一の巻」1991年11月初版発行、ISBN 4-8342-8053-5
  4. 「合宿にかけろ!の巻」1991年12月初版発行、ISBN 4-8342-8054-3
  5. 「死闘!十八回の巻」1992年1月初版発行、ISBN 4-8342-8055-1
  6. 「泣くな墨谷ナインの巻」1992年2月初版発行、ISBN 4-8342-8056-X
  7. 「燃えるイガラシの巻」1992年3月初版発行、ISBN 4-8342-8057-8
  8. 「九回裏の大攻防の巻」1992年4月初版発行、ISBN 4-8342-8058-6
  9. 「全国大会に突入!!の巻」1992年5月初版発行、ISBN 4-8342-8059-4
  10. 「炎天下の激闘の巻」1992年6月初版発行、ISBN 4-8342-8060-8
  11. 「乱闘のはてにの巻」1992年7月初版発行、ISBN 4-8342-8061-6
  12. 「どろの中の攻防の巻」1992年8月初版発行、ISBN 4-8342-8062-4
  13. 「死闘のはてにの巻」1992年9月初版発行、ISBN 4-8342-8063-2
  14. 「サインはVなあんちゃっての巻」1992年10月初版発行、ISBN 4-8342-8064-0
  15. 「近藤主将大絶叫の巻」1992年11月初版発行、ISBN 4-8342-8065-9

- ちばあきお『キャプテン』集英社〈集英社文庫 コミック版〉、全15巻
  1. 1995年8月18日発売[52]、ISBN 4-08-617061-2
  2. 1995年8月18日発売[53]、ISBN 4-08-617062-0
  3. 1995年10月18日発売[54]、ISBN 4-08-617063-9
  4. 1995年10月18日発売[55]、ISBN 4-08-617064-7
  5. 1995年11月17日発売[56]、ISBN 4-08-617065-5
  6. 1995年11月17日発売[57]、ISBN 4-08-617066-3
  7. 1995年12月15日発売[58]、ISBN 4-08-617067-1
  8. 1995年12月15日発売[59]、ISBN 4-08-617068-X
  9. 1996年1月18日発売[60]、ISBN 4-08-617069-8
  10. 1996年1月18日発売[61]、ISBN 4-08-617070-1
  11. 1996年2月16日発売[62]、ISBN 4-08-617071-X
  12. 1996年2月16日発売[63]、ISBN 4-08-617072-8
  13. 1996年3月15日発売[64]、ISBN 4-08-617073-6
  14. 1996年3月15日発売[65]、ISBN 4-08-617074-4
  15. 1996年3月15日発売[66]、ISBN 4-08-617075-2

- ちばあきお『キャプテン 完全版』ホーム社〈ホームコミックス〉、全18巻
  1. 2009年10月初版発行、ISBN 978-4-8342-8398-3
  2. 2009年10月初版発行、ISBN 978-4-8342-8399-0
  3. 2009年11月初版発行、ISBN 978-4-8342-8400-3
  4. 2009年11月初版発行、ISBN 978-4-8342-8401-0
  5. 2009年12月初版発行、ISBN 978-4-8342-8402-7
  6. 2009年12月初版発行、ISBN 978-4-8342-8403-4
  7. 2010年1月初版発行、ISBN 978-4-8342-8404-1
  8. 2010年1月初版発行、ISBN 978-4-8342-8405-8
  9. 2010年2月初版発行、ISBN 978-4-8342-8406-5
  10. 2010年2月初版発行、ISBN 978-4-8342-8407-2
  11. 2010年3月初版発行、ISBN 978-4-8342-8408-9
  12. 2010年3月初版発行、ISBN 978-4-8342-8409-6
  13. 2010年4月初版発行、ISBN 978-4-8342-8411-9
  14. 2010年4月初版発行、ISBN 978-4-8342-8412-6
  15. 2010年4月初版発行、ISBN 978-4-8342-8416-4
  16. 2010年4月初版発行、ISBN 978-4-8342-8417-1
  17. 2010年6月初版発行、ISBN 978-4-8342-8418-8
  18. 2010年6月初版発行、ISBN 978-4-8342-8419-5

### キャプテン2
- ちばあきお（原案）・コージィ城倉『キャプテン2』集英社〈ジャンプコミックス〉、既刊15巻（2025年3月18日現在）
  1. 2021年5月19日発売[67]、ISBN 978-4-08-882694-3
  2. 2021年8月18日発売[68]、ISBN 978-4-08-882753-7
  3. 2021年10月19日発売[69]、ISBN 978-4-08-882863-3
  4. 2022年3月18日発売[70]、ISBN 978-4-08-883069-8
  5. 2022年7月19日発売[71]、ISBN 978-4-08-883179-4
  6. 2022年10月19日発売[72]、ISBN 978-4-08-883310-1
  7. 2023年1月19日発売[73]、ISBN 978-4-08-883355-2
  8. 2023年3月17日発売[74]、ISBN 978-4-08-883516-7
  9. 2023年7月19日発売[75]、ISBN 978-4-08-883605-8
  10. 2023年11月17日発売[76]、ISBN 978-4-08-883837-3
  11. 2024年3月18日発売[77]、ISBN 978-4-08-883862-5
  12. 2024年7月18日発売[78]、ISBN 978-4-08-884097-0
  13. 2024年10月18日発売[79]、ISBN 978-4-08-884307-0
  14. 2025年2月18日発売[80]、ISBN 978-4-08-884408-4
  15. 2025年3月18日発売[81]、ISBN 978-4-08-884429-9

## アニメ
1980年4月2日（水曜日）に、19:30 - 20:54（JST）の時間帯において、テレビスペシャルとして単発で初めてアニメ化された。ニールセン調べで17.5%の好視聴率を獲得し、放送した日本テレビへは反響の手紙が殺到。これを受けて、同年8月20日に再試合を描いた新作場面30分を追加して21:00 - 22:56（水曜ロードショー）の2時間枠で再放送が行なわれ、前回を上回る視聴率20.7%を得た。
1981年の夏休みには劇場アニメ映画が公開され、さらにテレビシリーズ化が決定した。テレビシリーズは1983年1月10日から7月4日まで、日本テレビ系列で毎週月曜19:00 - 19:30（JST）に全26話が放送された。ストーリーは谷口の墨谷二中野球部への入部から、イガラシキャプテン期の夏の地区大会決勝戦で江田川中と対戦するまでが描かれており、またアニメ制作に当たっては、監督の出﨑哲が率いるアニメ制作会社マジックバスが大きな役割を果たした。2021年4月25日より、tvkにおいても毎週日曜20:27 - 20:55（JST）にて、テレビシリーズの再放送が実施されている。
2021年7月に同作品とサンリオのキャラクター・けろけろけろっぴがコラボレートし、コラボイラストが公開されている。

### キャスト
- 谷口 タカオ - 和栗正明
- 丸井 - 熊谷誠二
- イガラシ - 中田光利（映画）・木村陽司（テレビ）
- 近藤 茂一 - 中尾隆聖
- 松下 - 大見川高行
- 小山 - 手塚学（映画）・長谷有洋（テレビ）
- 加藤 - 西脇政敏
- 西田 - 松永大
- 高木 - 小山梓
- 浅間 - 岩田光央
- 島田 - 大栗清史
- 小室 - 鳥海勝美
- イガラシ 慎二 - 池田真
- 松尾 - 土方博一
- 番長 - 酒井晴人
- 佐野 - 安田裕司
- 青葉中の監督 - 森山周一郎
- アナウンサー - 千田光男
- 谷口の父 - ハナ肇（映画）・雨森雅司（テレビ）
- 谷口の母 - 麻生美代子
- 予告ナレーター、主審 -  稲葉実

### スタッフ
- 原作 - ちばあきお
- 監督 - 出﨑哲
- 助監督 - 神井裕行(テレビスペシャル番組)
- 製作 - 村田英憲
- 企画 - 吉川斌（日本テレビ）・霜田正信（エイケン）
- プロデューサー - 武井英彦（日本テレビ）・渡辺米彦（エイケン）
- 総作画監督 - 国保誠・清水恵蔵
- 美術監督 - 遠藤守俊
- 撮影監督 - 高橋昭治
- 色彩設定 - 鬼沢富士男
- 録音監督 - 壺井正
- 音楽 - 木森敏之
- 動画チェック - 伊藤ひろ子・小椋真由美・宇田八郎・北川美樹・関口重晴
- チェッカー - 中沢邦夫
- 特殊効果 - 堀田みな
- 編集 - 川名雅彦・平田光宏
- 現像 - 東洋現像所
- 効果 - 石田秀憲・小林真二・井上裕（イシダサウンド）
- 調整 - 栗林秀年
- 録音 - グロービジョン
- 協力 - マジックバス・スタジオコスモス・はだしプロ・サカエ企画・ノムラタイプ・スタジオルック・サンルック・ポップ・キュープロ・アートアニメスタジオ
- 制作担当 - 関孝行・深見克彦・井上博明・近藤栄三・若林敏生
- 制作 - 日本テレビ、エイケン

※テレビスペシャル「キャプテン」および劇場版映画「キャプテン」（日本ヘラルド・1981年7月4日公開・95分・ビスタサイズ）の主要スタッフ・キャストも概ねテレビシリーズに準じている。

### 主題歌

#### オープニングテーマ
「君は何かができる」
作詞 - 山上路夫 / 作曲・編曲 - 木森敏之 / 歌 - 99Harmony

#### エンディングテーマ
「ありがとう」
作詞 - 山上路夫 / 作曲・編曲 - 木森敏之 / 歌 - 99Harmony
※レーベル - 日本コロムビア

### 放送リスト
| 話数 | 放送日         | サブタイトル         | 脚本     | 絵コンテ       | 演出           | 作画監督 作画 |
| ---- | -------------- | -------------------- | -------- | -------------- | -------------- | ------------- |
| 1    | 1983年 1月10日 | キャプテン誕生       | 城山昇   | 出﨑哲         | はしもとなおと | 清水恵蔵      |
| 2    | 1月17日        | いよいよ初試合       | 城山昇   | 小和田良博     | はしもとなおと | 清水恵蔵      |
| 3    | 1月24日        | 強敵！金成中         | 城山昇   | 角田利隆       | 角田利隆       | 金子勲        |
| 4    | 1月31日        | 結束                 | 城山昇   | 角田利隆       | 角田利隆       | 津野二朗      |
| 5    | 2月7日         | 対決！青葉学院       | 城山昇   | 永樹凡人       | 小沢範久       | 上村栄司      |
| 6    | 2月14日        | ピンチ！墨谷ナイン   | 城山昇   | はしもとなおと | はしもとなおと | 清水恵蔵      |
| 7    | 2月21日        | 勝利はいずれに       | 城山昇   | 小和田良博     | はしもとなおと | 清水恵蔵      |
| 8    | 2月28日        | 再試合決定           | 藤川桂介 | 角田利隆       | 角田利隆       | 金子勲        |
| 9    | 3月7日         | キャプテンに続け!!   | 城山昇   | 永樹凡人       | 石田晋一       | 上村栄司      |
| 10   | 3月14日        | 谷口キャプテンの登板 | 城山昇   | 吉田浩         | 角田利隆       | 金子勲        |
| 11   | 3月21日        | 死闘!!9回の攻防      | 城山昇   | 小和田良博     | はしもとなおと | 清水恵蔵      |
| 12   | 3月28日        | 新キャプテンは誰に？ | 城山昇   | 永樹凡人       | 角田利隆       | 飯野皓        |
| 13   | 4月4日         | 丸井キャプテン奮戦！ | 藤川桂介 | 出崎哲         | はしもとなおと | 清水恵蔵      |
| 14   | 4月11日        | 先制2点を守れ!!      | 藤川桂介 | 角田利隆       | 角田利隆       | 金子勲        |
| 15   | 4月18日        | 再起を賭けた合宿     | 藤川桂介 | 小和田良博     | はしもとなおと | 清水恵蔵      |
| 16   | 4月25日        | 連続36試合！         | 藤川桂介 | 永樹凡人       | 石田晋一       | 上村栄司      |
| 17   | 5月2日         | 墨谷快進撃           | 城山昇   | 角田利隆       | 角田利隆       | 清水恵蔵      |
| 18   | 5月9日         | 宿敵青葉学院         | 城山昇   | 出崎哲         | はしもとなおと | 清水恵蔵      |
| 19   | 5月16日        | 死闘！18回           | 城山昇   | 出崎哲         | はしもとなおと | 清水恵蔵      |
| 20   | 5月23日        | 新キャプテンの初仕事 | 藤川桂介 | 永樹凡人       | 角田利隆       | 金子勲        |
| 21   | 5月30日        | イガラシの特訓       | 藤川桂介 | 石田晋一       | 角田利隆       | 金子勲        |
| 22   | 6月6日         | めざせ！選抜大会     | 城山昇   | 永樹凡人       | 角田利隆       | 飯野皓        |
| 23   | 6月13日        | 思わぬ伏兵           | 城山昇   | 出崎哲         | はしもとなおと | 清水恵蔵      |
| 24   | 6月20日        | 丸井先輩の助言       | 藤川桂介 | 角田利隆       | 角田利隆       | 金子勲        |
| 25   | 6月27日        | エース井口対イガラシ | 城山昇   | 永樹凡人       | はしもとなおと | 清水恵蔵      |
| 26   | 7月4日         | 激突！9回裏          | 城山昇   | 出崎哲         | はしもとなおと | 清水恵蔵      |

### 放送局
出典は個別に出典が提示されているものを除き1983年5月中旬 - 6月上旬時点とする。系列は制作局での本放送当時のものとする。
| 放送対象地域   | 放送局         | 系列                          | 放送時間           | ネット状況 | 備考                 |
| -------------- | -------------- | ----------------------------- | ------------------ | ---------- | -------------------- |
| 関東広域圏     | 日本テレビ     | 日本テレビ系列                | 月曜 19:00 - 19:30 | 【制作局】 | 【制作局】           |
| 北海道         | 札幌テレビ放送 | 日本テレビ系列                | 月曜 19:00 - 19:30 | 同時ネット |                      |
| 岩手県         | テレビ岩手     | 日本テレビ系列                | 月曜 19:00 - 19:30 | 同時ネット |                      |
| 宮城県         | ミヤギテレビ   | 日本テレビ系列                | 月曜 19:00 - 19:30 | 同時ネット | [ 84 ]               |
| 福島県         | 福島中央テレビ | 日本テレビ系列                | 月曜 19:00 - 19:30 | 同時ネット | [ 84 ]               |
| 新潟県         | テレビ新潟     | 日本テレビ系列                | 月曜 19:00 - 19:30 | 同時ネット |                      |
| 静岡県         | 静岡第一テレビ | 日本テレビ系列                | 月曜 19:00 - 19:30 | 同時ネット |                      |
| 中京広域圏     | 中京テレビ     | 日本テレビ系列                | 月曜 19:00 - 19:30 | 同時ネット |                      |
| 近畿広域圏     | 読売テレビ     | 日本テレビ系列                | 月曜 19:00 - 19:30 | 同時ネット |                      |
| 広島県         | 広島テレビ     | 日本テレビ系列                | 月曜 19:00 - 19:30 | 同時ネット |                      |
| 香川県・岡山県 | 西日本放送     | 日本テレビ系列                | 月曜 19:00 - 19:30 | 同時ネット |                      |
| 福岡県         | 福岡放送       | 日本テレビ系列                | 月曜 19:00 - 19:30 | 同時ネット |                      |
| 熊本県         | 熊本県民テレビ | 日本テレビ系列                | 月曜 19:00 - 19:30 | 同時ネット |                      |
| 鹿児島県       | 鹿児島テレビ   | 日本テレビ系列                | 月曜 19:00 - 19:30 | 同時ネット |                      |
| 秋田県         | 秋田放送       | 日本テレビ系列                | 木曜 17:00 - 17:30 | 遅れネット |                      |
| 山形県         | 山形放送       | 日本テレビ系列 テレビ朝日系列 | 金曜 16:30 - 17:00 | 遅れネット | [ 85 ]               |
| 福井県         | 福井放送       | 日本テレビ系列                | 火曜 17:00 - 17:30 | 遅れネット | 1983年8月2日まで放送 |
| 宮崎県         | 宮崎放送       | TBS系列                       | 月曜 17:25 - 17:55 | 遅れネット |                      |

2016年にはBS12トゥエルビにてデジタルリマスター版が放送された。

### 映像ソフト
- 2004年7月にエイベックスよりDVD-BOXが発売された[87]。

### ネット配信
- 2020年9月9日より、エイケンのYouTube公式チャンネル「エイケン公式チャンネル」にて、毎週水曜に無料配信が実施されている。配信は第1話のみ常時配信、第2話以降は1週間のみの期間限定配信となっている。

## 実写映画
2007年8月18日公開。布施紀行主演・室賀厚監督。2021年7月30日に、テレビシリーズと同様にtvkにて、同作品の地上波テレビ放送が実施された（「映画の時間」枠、19:00 - 21:00）。

### キャスト
- 谷口 タカオ - 布施紀行
- 丸井 - 小川拓哉
- イガラシ - 中西健
- 佐々木 舞（新聞部員、オリジナルキャラクター） - 岩田さゆり
- 三咲 静香（墨谷第二中学校教諭および野球部顧問、オリジナルキャラクター） - 小林麻央
- 青葉学院野球部監督 権藤 - 菅田俊
- 墨谷第二中学校 教諭 佐伯（3-D担任） - 江原修
- 谷口 孝江（タカオの母） - 宮崎美子
- 谷口 茂夫（タカオの父） - 筧利夫
- 町内会会長 - 柏原寛司
- 実況 - 義田貴士
- ゲスト解説 - 宮本和知
- 佐野 - 河野朝哉
- サブ - 永井浩介
- 高津 - 石井竜二
- 土橋 - 木村大貴
- 笠原 - 横田椋
- エキストラ協力 - 宇都宮市立国本中学校、宇都宮市立陽東中学校、宇都宮市立星が丘中学校、宇都宮市立陽北中学校、宇都宮市立陽西中学校、船生クラブ、塩谷町立船生中学校、黒磯柔道クラブ、作新学院女子短期大学、宇都宮アート&スポーツ専門学校

### スタッフ（映画版）
- 原作 - ちばあきお
- 監督・脚本 - 室賀厚
- 特別協力 - SSK
- 撮影協力 - 宇都宮市、宇都宮市政110周年記念事業実行委員会、宇都宮市体育文化振興公社、宇都宮市国本地区体育協議会、宇都宮観光コンベンション協会、宇都宮コンベンション給食協議会、宇都宮商工会議所青年部、芳賀町、塩谷町、芳賀町教育委員会生涯学習推進室、栃木県ソフトボール協会、北宇都宮駐屯地　ほか
- 音楽 - 安川午朗
- スタントコーディネーター - 柴原孝典
- CG - Giraffe Entertainment、Motor Drive
- 技術協力 - 松下電器産業
- ポスプロ - ヌーベルポスプロセンター
- MA - シネマサウンドワークス
- ラボ - IMAGICA
- 企画 - 福井政文、阿部祐督
- プロデュース - 阿部祐督、棚橋裕之、木藤幸江、生田英隆、太田富雄、谷口忠男、上野境介
- 製作者 - 迫田真司、小谷靖、永井秀之、山路則隆、玉村輝雄、大橋孝史
- エグゼクティブプロデューサー - 市橋耕治、尾越浩文
- 協力 - 有限会社エフアイユー（現：有限会社ちばあきおプロダクション）、エイケン
- 制作プロダクション・配給 - トルネード・フィルム
- 制作 - キャプテン製作委員会（IMAGICAイメージワークス・Entertainment FARM・ポニーキャニオン・アサツー ディ・ケイ・集英社・ホーム社・トルネード・フィルム）
- 上映時間 - 98分

### 主題歌（映画版）
- 主題歌：Lead「空の彼方へ」
- 挿入歌：Lead「君は何かができる」

### 備考（映画版）
- スポ根ものではヒロインにあたる佐々木舞（岩田さゆり）の出番は少なく、ヒロイン的なポジションでは、野球無知の野球部顧問・三咲静香を演じる（小林麻央）がそれを演じる。セリフは棒読みながら岩田よりも出番が多く、10回近く衣装を替える。中学教師役のため、珍しくないお嬢さんファッションだが、着ることがないと見られる『死亡遊戯』や『キル・ビル Vol.1』みたいな黄色のジャージ上下を恥ずかしがりながら着るシーンがある。

## 小説
2017年3月9日、学研出版より「部活系空色ノベルズ」シリーズの一冊として、「キャプテン」の谷口編をベースとした小説版が、「キャプテン　君は何かができる」というタイトルで刊行された。
著者は山田明、カバーイラストはloundraw。
以降、同年6月1日に丸井編となる「キャプテン　答えより大事なもの」、7月20日に五十嵐編を描いた「キャプテン　それが青春なんだ」と続編が発売され、2018年2月3日には全3巻セットも発売された。
各巻の副題については、テレビシリーズのオープニングテーマから、それぞれ曲名や歌詞の一部を採る形で付けられている。
： 2021年には続刊としてキャプテンのタイトルでプレイボールの小説版が2冊刊行された。
1. キャプテン　君は何かができる　<著 - 山田明>（2017年3月9日）ISBN 978-4-05-204596-7
2. キャプテン　答えより大事なもの　<著 - 山田明>（2017年6月1日）ISBN 978-4-05-204646-9
3. キャプテン　それが青春なんだ　<著 - 山田明>（2017年7月8日）ISBN 978-4-05-204682-7

- 部活系空色ノベルズ　キャプテン　全3巻　<著 - 山田明>（2018年2月3日）

原作との主だった相違点として、以下の点が挙げられる。
- 谷口、丸井、イガラシそれぞれに、悩みを共有する同級生の女子がいる。
- 舞台設定が現代に移ったことを反映し、コンビニエンスストアやSNSなどの描写や言及がある。
- 原作では、近藤と牧野の会話を除いてはキャプテンに学年を問わず敬語を使っていたが、同作品では同級生どうし対等な口調で接している。
- 青葉中学との再試合省略や、丸井世代が夏の全国大会に出場するなど、展開に一部変更が見られる。